# Hainich

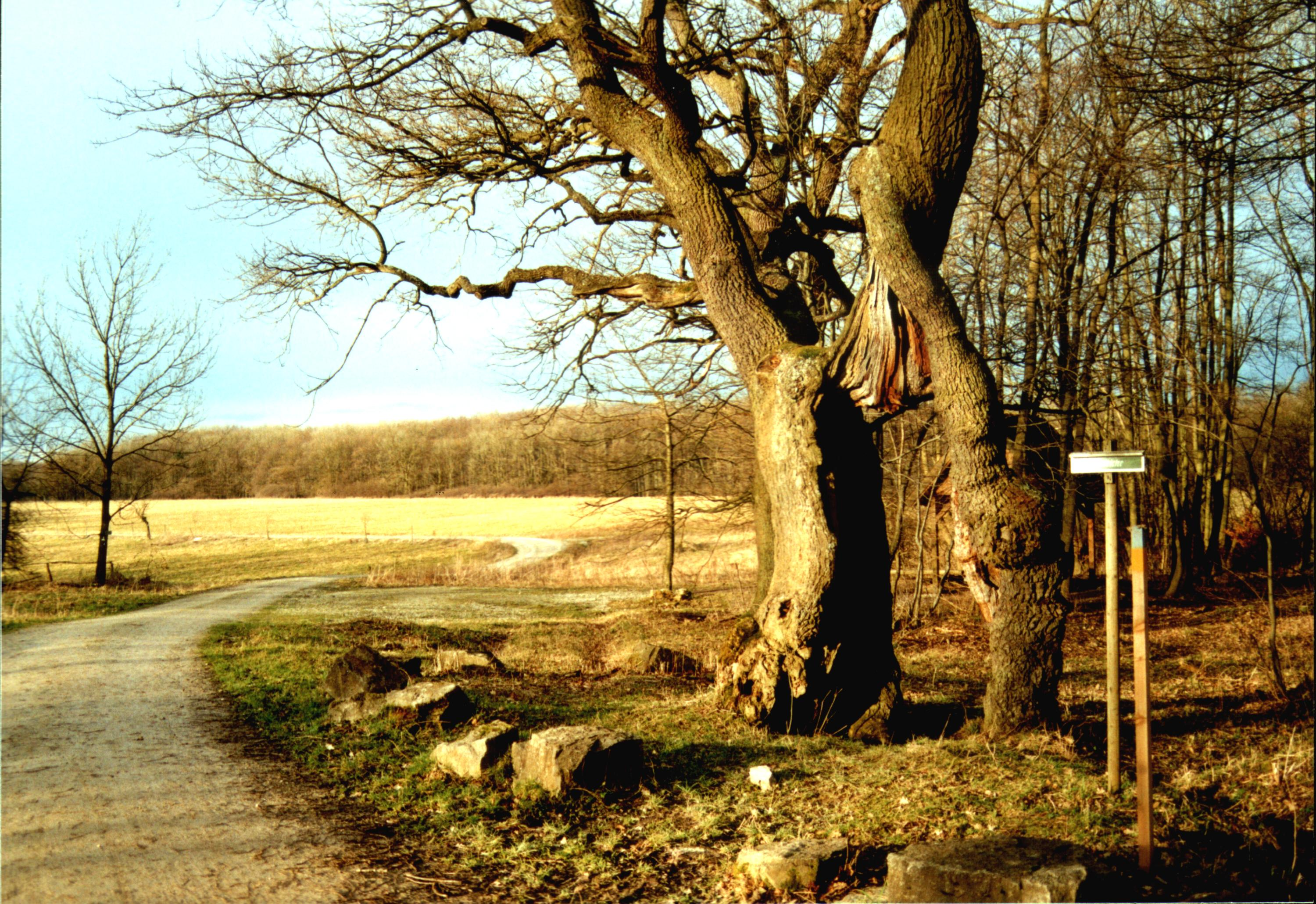
Die Betteleiche am Ihlefeld: Das Symbol des Hainich

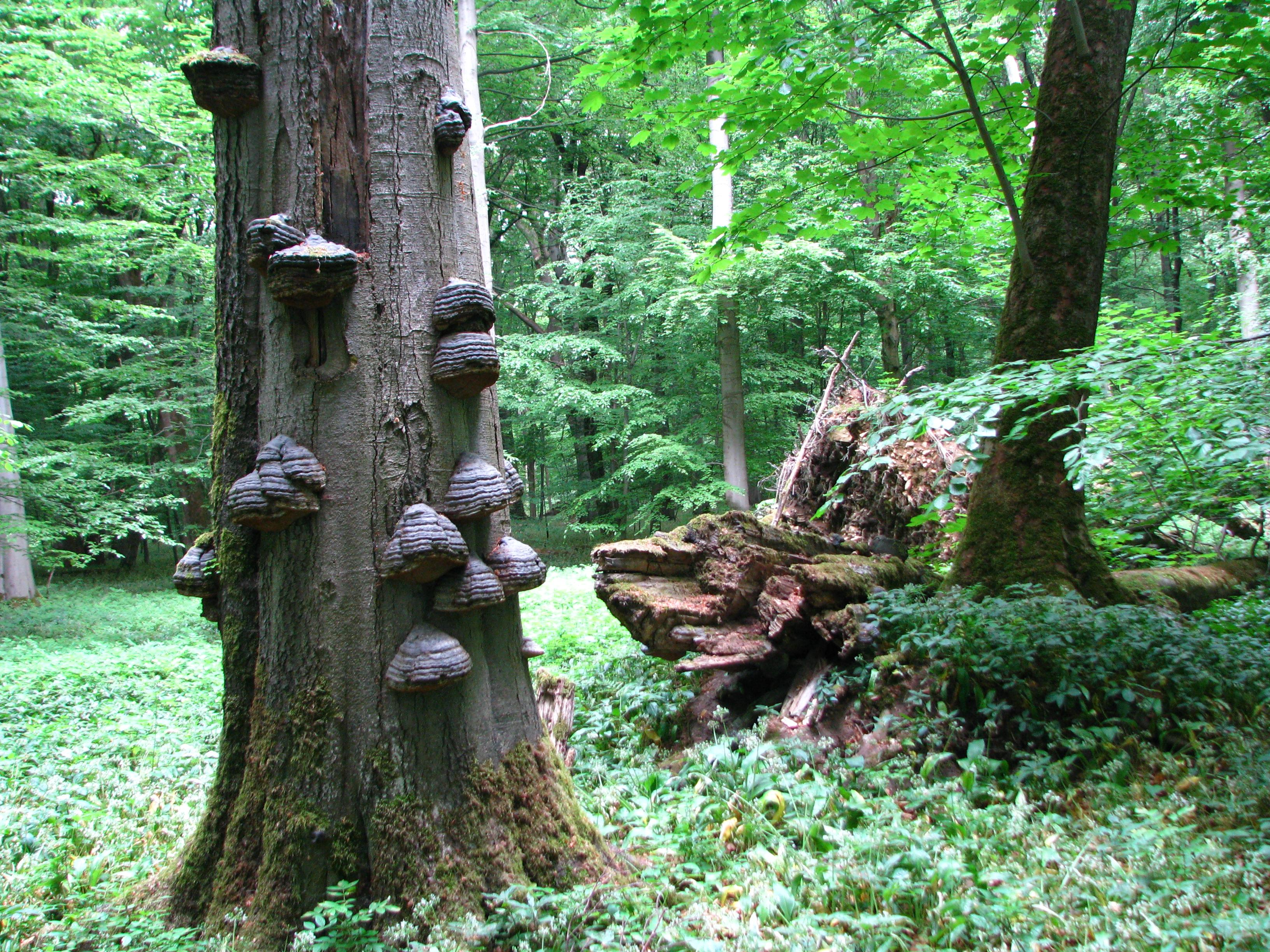
Nationalpark Hainich: Urwaldartige Buchenwälder im Weberstedter Holz, seit 2011 Weltnaturerbe

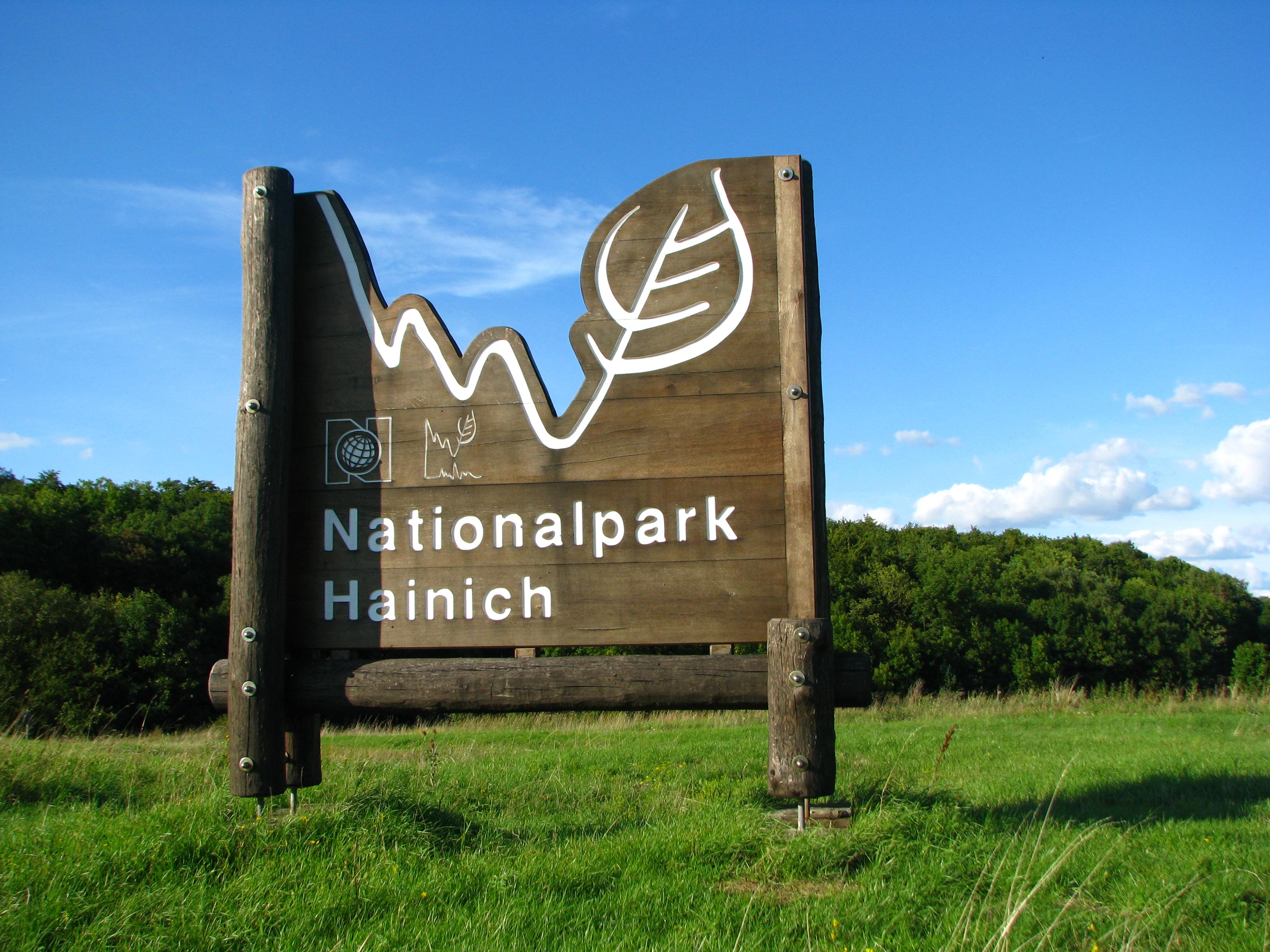
Seit dem 31. Dezember 1997 ist der Südteil des Hainich ein Nationalpark

Der Hainich ist ein ausgedehnter, bewaldeter Höhenrücken im Nordwesten Thüringens. Er nimmt einen großen Teil der nordwestthüringischen Muschelkalk-Randplatten ein, eines Abschnitts der Umrahmung des Thüringer Keuperbeckens und Ackerhügellandes. Im Osten hebt sich der Hainich durch seine fast lückenlose Bewaldung stark vom intensiv landwirtschaftlich genutzten Mühlhäuser Becken ab, einem Teilbereich des Thüringer Beckens. Die im Namen enthaltene Vorsilbe Hain- lässt sich vom mittelhochdeutschen hagen für „gehegter Wald“ ableiten. Mit dem Begriff wurden heilige, mit einer Hainbuchenhecke umzäunte Wäldchen bezeichnet. Mit dem Nationalpark Hainich befindet sich im Süden des Höhenrückens nicht nur der bislang einzige Nationalpark Thüringens, sondern die größte nutzungsfreie Waldfläche Deutschlands. Zentrale Bereiche des Nationalparks Hainich wurden von der UNESCO 2011 zum Weltnaturerbe erklärt.

## Lage und Größe

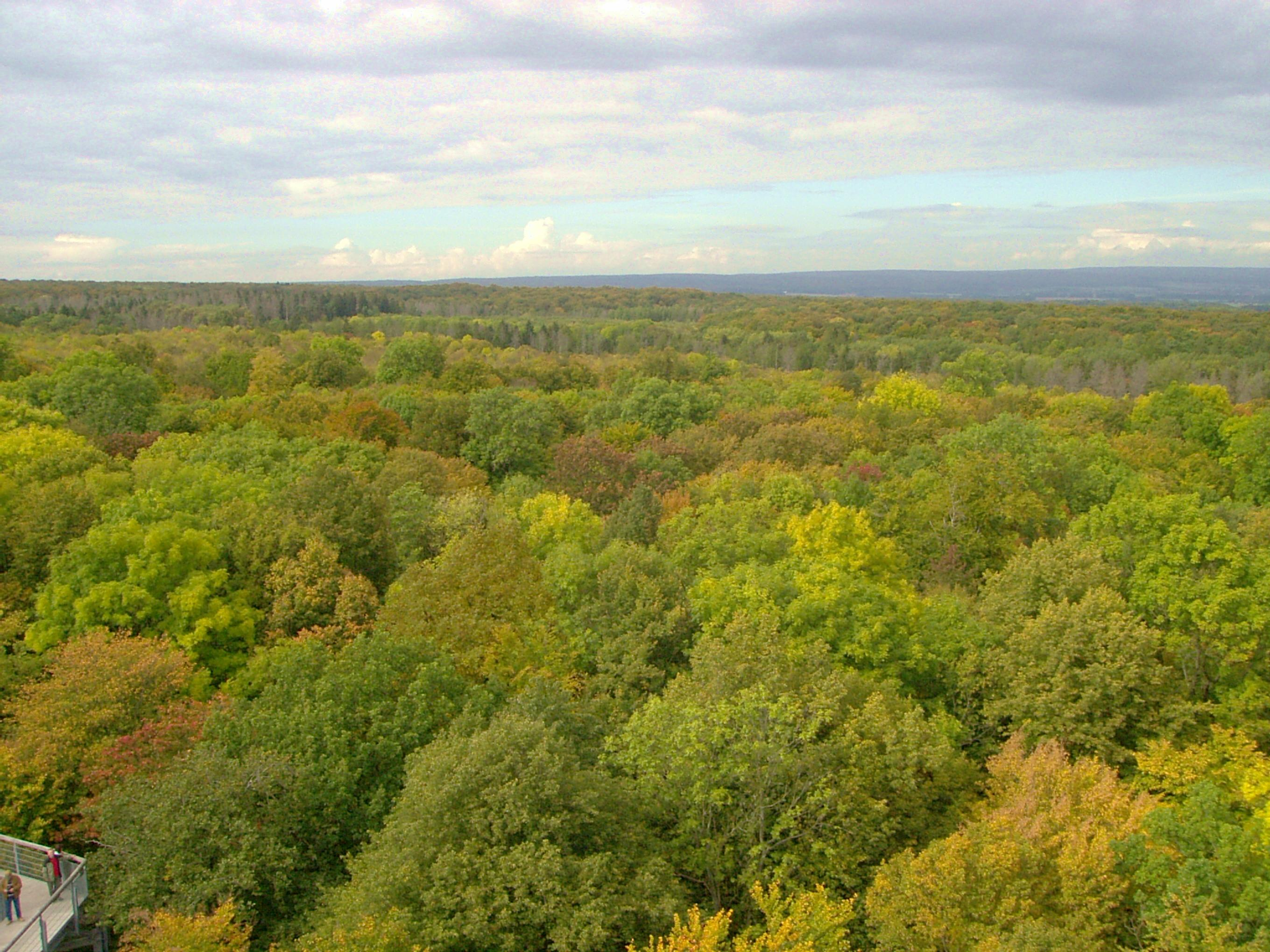
Der Hainich von Südosten: Ein wogendes Meer aus Baumkronen

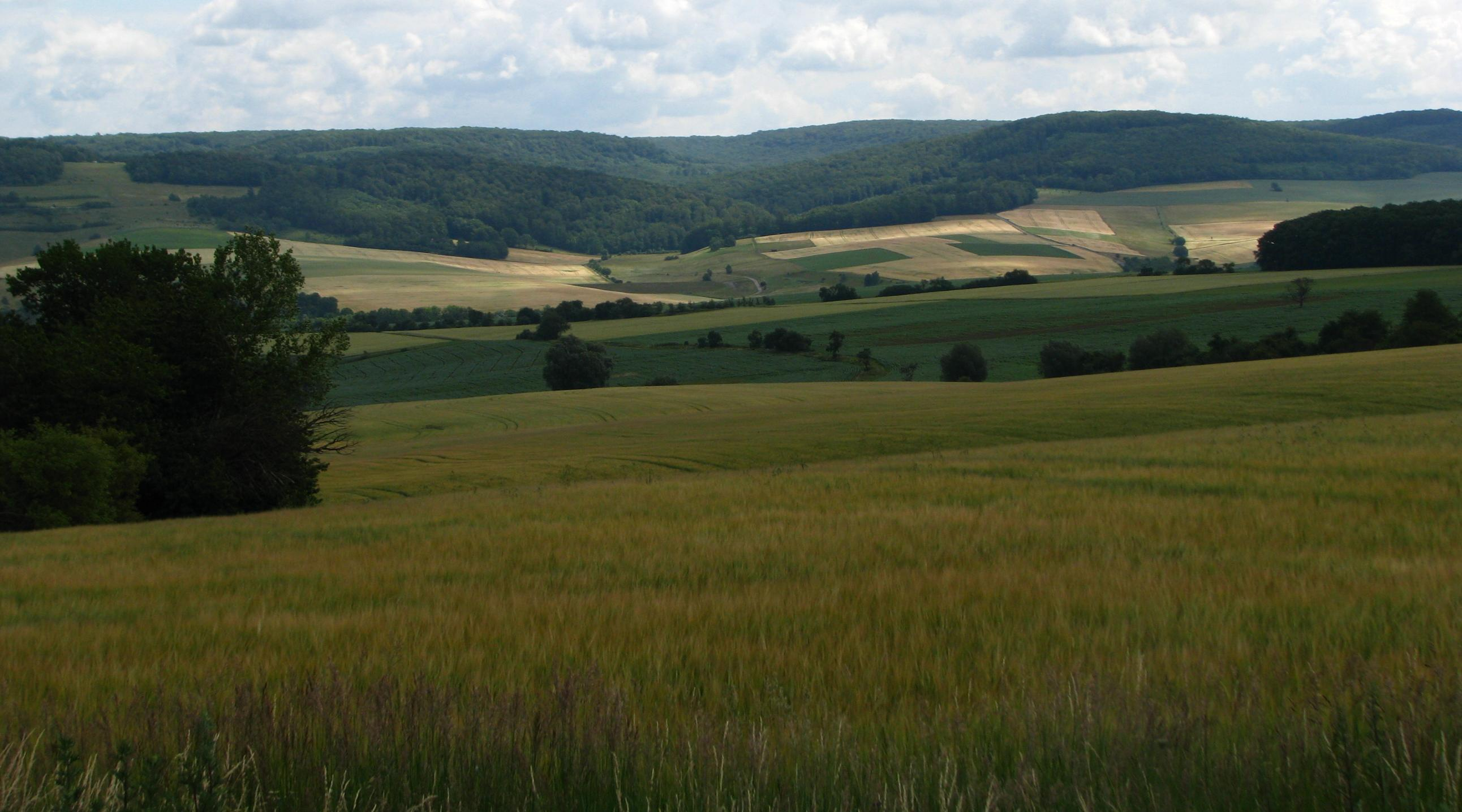
Der Südwestrand des Hainichs vom Reitenberg aus gesehen

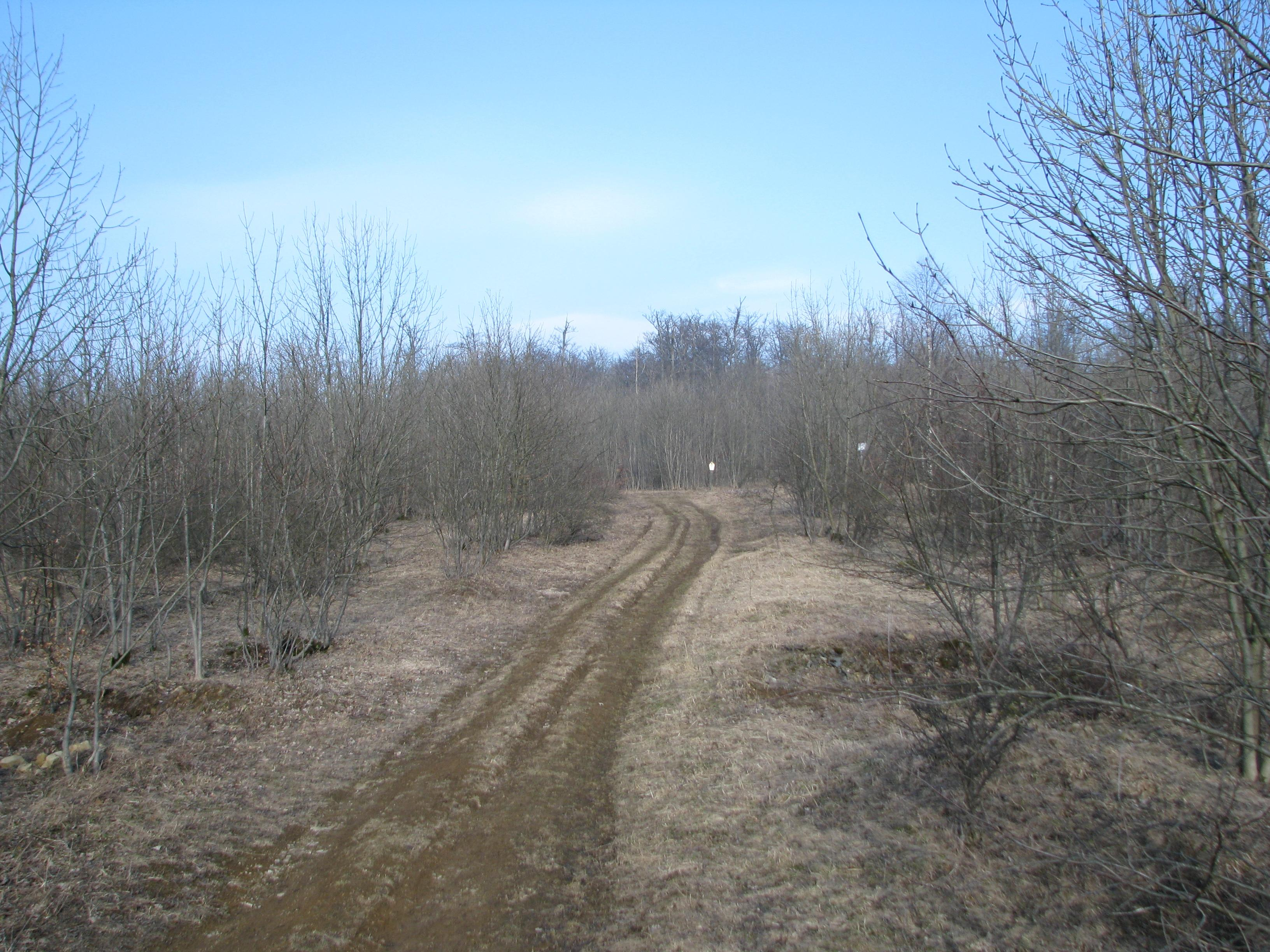
Der Alte Berg, eine unscheinbare bewaldete Kuppe, aber höchster Punkt des Hainich

Mit einer Gesamtfläche von etwa 16.000 Hektar ist der Hainich das größte zusammenhängende Laubwaldgebiet Deutschlands. Im Dreieck der thüringischen Städte Eisenach, Mühlhausen und Bad Langensalza gelegen, befindet sich der Hainich etwa in der Mitte Deutschlands. Der Hainich liegt auf dem Gebiet der beiden Thüringer Landkreise Wartburgkreis und Unstrut-Hainich-Kreis. Er erstreckt sich von der Bundesstraße 249 im Norden bis zur Beckenlandschaft des Westthüringer Berg- und Hügellandes bei Oesterbehringen im Südosten in einem Bogen von etwa 24 km Länge. Die höchsten Erhebungen sind der Alte Berg mit 493,9 m ü. NN im Süden und das Hohes Rode (493,0 m) im Norden des Hainich.

## Naturräumliche Gliederung
Der Hainich im engeren Sinne stellt eine in sich homogene naturräumliche Einheit dar, die ohne Reliefgrenze nach Norden in das nur sporadisch bewaldete Obere Eichsfeld und schließlich den Dün (und seine südliche Abdachung) übergeht. Dessen ungeachtet führt das Handbuch der naturräumlichen Gliederung Deutschlands (bzw. seine Nachfolgepublikation im Blatt Kassel 1:200.000) in der Haupteinheit Ringgau–Hainich–Obereichsfeld–Dün–Hainleite eine Untereinheit namens Hainich, die nach Westen deutlich über den landläufigen Hainich hinausgeht:
- (zu 47/48 Thüringer Becken (mit Randplatten))
  - (zu 483 Ringgau–Hainich–Obereichsfeld–Dün–Hainleite)
    - 483.5 Hainich
      - 483.50 Hoher Hainich
      - 483.51 Grundbachtal
      - 483.52 Falkener Platte

Der Hohe Hainich ist gleichbedeutend mit der landläufig als Hainich verstandenen Landschaft, während die nach Westen bis zur Werra bei (Treffurt-)Falken reichende Falkener Platte einen eigenständigen Höhenzug darstellt, der durch das sich östlich anschließende Grundbachtal des Lempertsbaches=Grundbachs an der Eichenberg–Gotha–Saalfelder Störungszone vom Kern-Höhenzug separiert wird.
Orographisch nicht vom Hainich getrennt sind im sich nach Nordwesten bis Norden anschließenden Oberen Eichsfeld:
- (zu 483.2 Westliches Obereichsfeld)
  - 483.21 Oberes Friedatalgebiet im Bereich der Störungszone
    - Rücken zu Pfaffenkopf (451 m) und Dünberg (445 m)

  - 483.20 Kalteneberer Stufenrandbereich
    - Rode (498 m) und sich anschließende Südwesthänge zur Frieda
- (zu 483.3 Östliches Obereichsfeld)
  - Kamm nach Norden zu Dün und Hainleite

### Gliederung nach TLUG
In der rein innerthüringischen Gliederung Die Naturräume Thüringens der Thüringer Landesanstalt für Umwelt und Geologie (TLUG) wird der Hainich demgegenüber der Einheit Hainich–Dün–Hainleite zugerechnet und insofern von Falkener Platte und Grundbachtal (gehören dort zur Einheit Werrabergland–Hörselberge) getrennt geführt.

## Geomorphologie
Während der Hainich am Rand des Thüringer Beckens von Osten nach Westen nur sanft ansteigt, bildet er im Südwesten z. T. eine markante Schichtstufe aus. Diese hängt mit der Aufwölbung des Höhenrückens im Westen und der sie begrenzenden Eichenberg–Gotha–Saalfelder Störungszone zusammen. Durch den Wechsel verschieden widerstandsfähiger Gesteine ist innerhalb des Hainich an der Grenze zwischen Mittlerem und Oberem Muschelkalk ebenfalls eine leichte Geländestufe ausgebildet. Ein Beispiel dafür findet sich südlich des Hohen Rode im Mühlhäuser Stadtwald.
Die höchsten Höhen des Hainich sind von Nord nach Süd sind:
- Hohes Rode (493,0 m ü. NN)
- Winterstein (467,6 m ü. NN)
- Haardt (451,3 m ü. NN)
- Steiger (448,9 m ü. NN)
- Otterbühl (465,6 m ü. NN)
- Craulaer Kreuz (483,2 m ü. NN)
- Alter Berg (493,9 m ü. NN)
- Renn (473,2 m ü. NN)
- Rittergasserberg (440,3 m ü. NN)

Sie markieren den Hainichkamm im Westen.
Der Südwestabhang wird von folgenden Kuppen und Ausliegerbergen gebildet (von Nordwest nach Südost):
- Sommerstein (461,8 m ü. NN)
- Sengelsberg (433,8 m ü. NN)
- Elsberg (360,5 m ü. NN)
- Schlossberg (377,0 m ü. NN)
- Pfarrkopf (399,4 m ü. NN)
- Harsberg (409,7 m ü. NN)
- Mittelberg (413,3 m ü. NN)
- Eichenberg (421,5 m ü. NN)
- Burg-Berg (398,0 m ü. NN)
- Löhberg (468,2 m ü. NN)
- Alter Busch (454,7 m ü. NN)
- Wartenberg (429,9 m ü. NN)

Der Hainich ist auf Grund des geologischen Untergrunds ein Karstgebiet. Die häufigste Karstbildung sind Erdfälle. Sie entstehen durch die unterirdische Auslaugung von Gips und Anhydrit des Mittleren Muschelkalkes und den Einsturz der darauf lagernden Gesteine. Ein Erdfallereignis der jüngeren Zeit hat 1967/68 im Hainich bei Reichenbach innerhalb eines Ackers einen damals 48 m tiefen Einsturztrichter geschaffen. Am Hainichrand bestehen im Übergangsbereich zum Keuper z. T. stark schüttende Karstquellen. Entlang des steileren Südwestabfalls ist der Hainich stark zertalt. Im Bereich der Täler sind zahlreiche Steilhangbereiche vorhanden sowie Ausliegerberge und Riedel. Bedeutende Täler sind der Schliemengrund bei Nazza, der Kalkgrund bei Lauterbach, das Lange Tal bei Berka vor dem Hainich. Im Norden sind die Reliefenergie und die damit zusammenhängende Zertalung geringer. Nennenswerte Täler sind dort der Spittelgrund bei Mühlhausen, der Seebachgrund bei Oberdorla und das Langulaer Tal. Felsen und Felsabbrüche sind im Hainich selten und allenfalls vom Südabfall des Sommersteins und vom Nordwesthang des Wintersteins bekannt. Ansonsten werden die Steilhänge der Südwestabdachung des Hainich nur stellenweise mit schmalen Felsbändern durchragt.

## Geologie

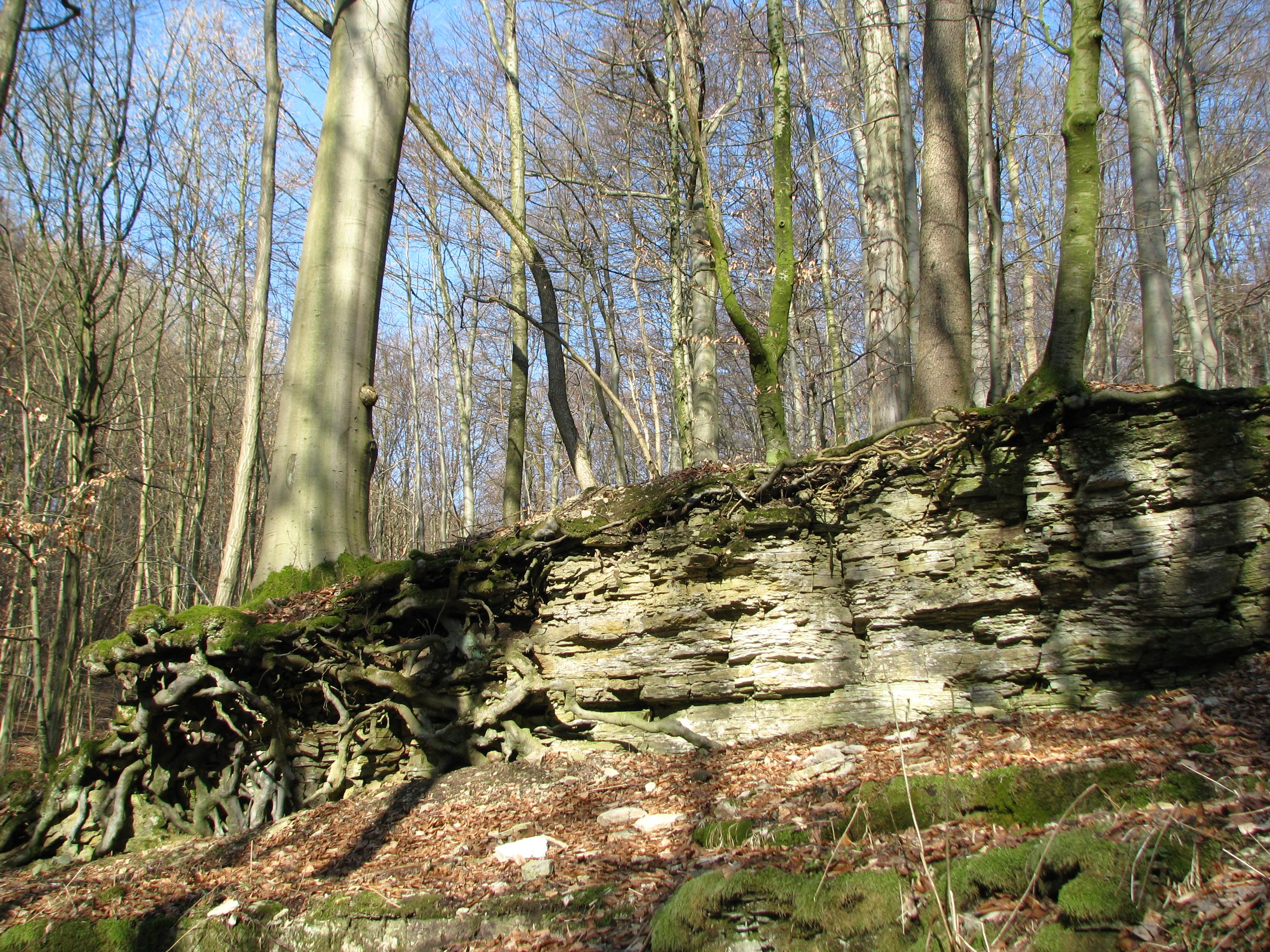
Muschelkalkaufschluss im Langen Tal, südlicher Hainich

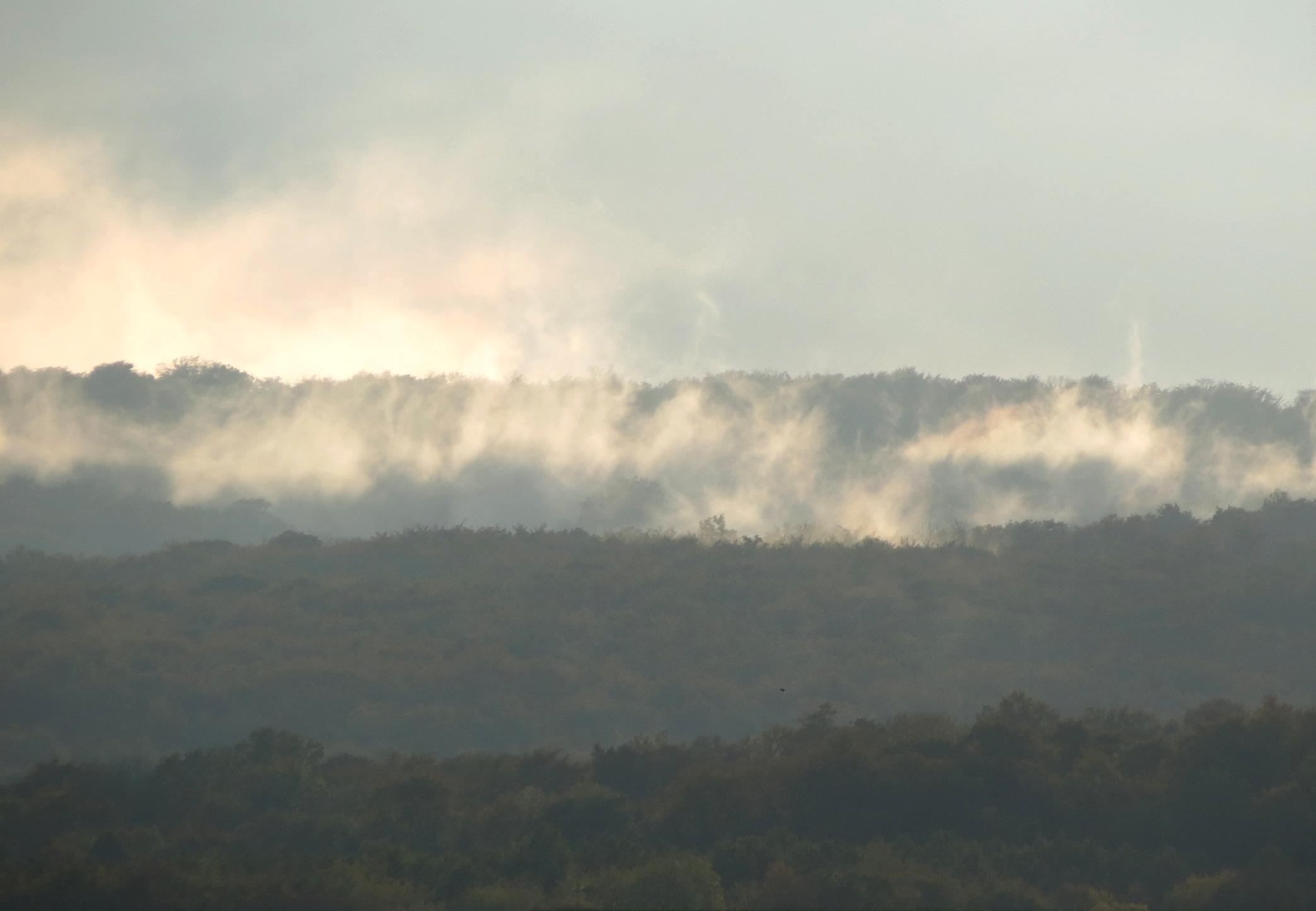
Nebel steigt aus dem Seebachgrund bei Oberdorla herauf

Der oberflächennahe geologische Untergrund wird von den Kalken und Mergeln des Unteren, Mittleren und Oberen Muschelkalks geprägt. Im Osten wird der Muschelkalk von zum Teil beträchtlichen Lössablagerungen, Decklehmen und Muschelkalkschutt überlagert. Die Unterhangbereiche im südwestlichen Hainich werden von Röttonen und -gipsen gebildet, der obersten Formation des Buntsandsteins. Im Bereich der Saalfeld-Gotha-Eichenberg-Störungszone, die den Hainich im Südwesten kreuzt bzw. dessen steilere Westabdachung bedingt, kommen stellenweise auch Gesteine des Keuper und Zechstein an die Oberfläche. Auch die Craulaer Lehde verläuft entlang einer Verwerfungslinie dieser Störungszone. Die Verwerfung ist mit einem Profil am ehemaligen Steinbruch am Rabenhög aufgeschlossen. Der Aufschluss gilt als ein Standardprofil der Schaumkalkzone des Unteren Muschelkalks und wurde 1907 von dem Geologen Ernst Neumann erstmals beschrieben. Eine Besonderheit im Nordteil des Aufschlusses ist der durch den sogenannten Grenzgelbkalk unter dem kompakten Kalksteinpaket des Schaumkalks deutlich zu erkennende Übergang vom Oberen Buntsandstein zum Unteren Muschelkalk. Es ist Exkursionspunkt 18 der Geologischen Route im Naturpark Eichsfeld-Hainich-Werratal.
Fast die gesamte Gesteinsabfolge des Muschelkalks wird durch die Einkerbung der ehemaligen Bahntrasse zwischen Heyerode und Diedorf angeschnitten. Dieser Aufschluss ist als Exkursionspunkt 6 der oben genannten Geologischen Route zugänglich.

## Klima
Klimaprägend sind aus westlichen Richtungen heranströmende atlantische Tiefausläufer. Sie bringen den Kammlagen vermehrt Niederschläge. Die Ostlagen liegen im Regenschatten des Höhenzuges. So ergibt sich ein Klimagradient von Westen nach Osten. Während die Kammlagen noch durchschnittliche Jahresniederschläge von rund 800 mm erhalten, sind es in den niederen östlichen Randlagen nur noch 600 mm. Die Jahresmitteltemperatur erniedrigt sich mit der Annäherung an den Hainichkamm von 8 °C am Ostrand auf 6,5 °C. Während der kalten Jahreszeit fällt der Niederschlag in den Hochlagen des Hainich vermehrt als Schnee. Winterliche Hochdruckgebiete erzeugen häufig Nebel, der sich an den Baumkronen oft als Raureif absetzt. Hauptwindrichtung ist West, während winterlicher Hochdrucklagen können eisige Ostwinde vorherrschen. Herannahende Tiefdruckgebiete können auch am Hainich eine deutliche Leewelle erzeugen und damit verbundene Föhneffekte auf der Ostseite. Eine Wetterstation befindet sich westlich von Weberstedt am Rand des Nationalparks Hainich. Sie bietet auch Daten für die tägliche Wettervorhersage.

## Gewässer

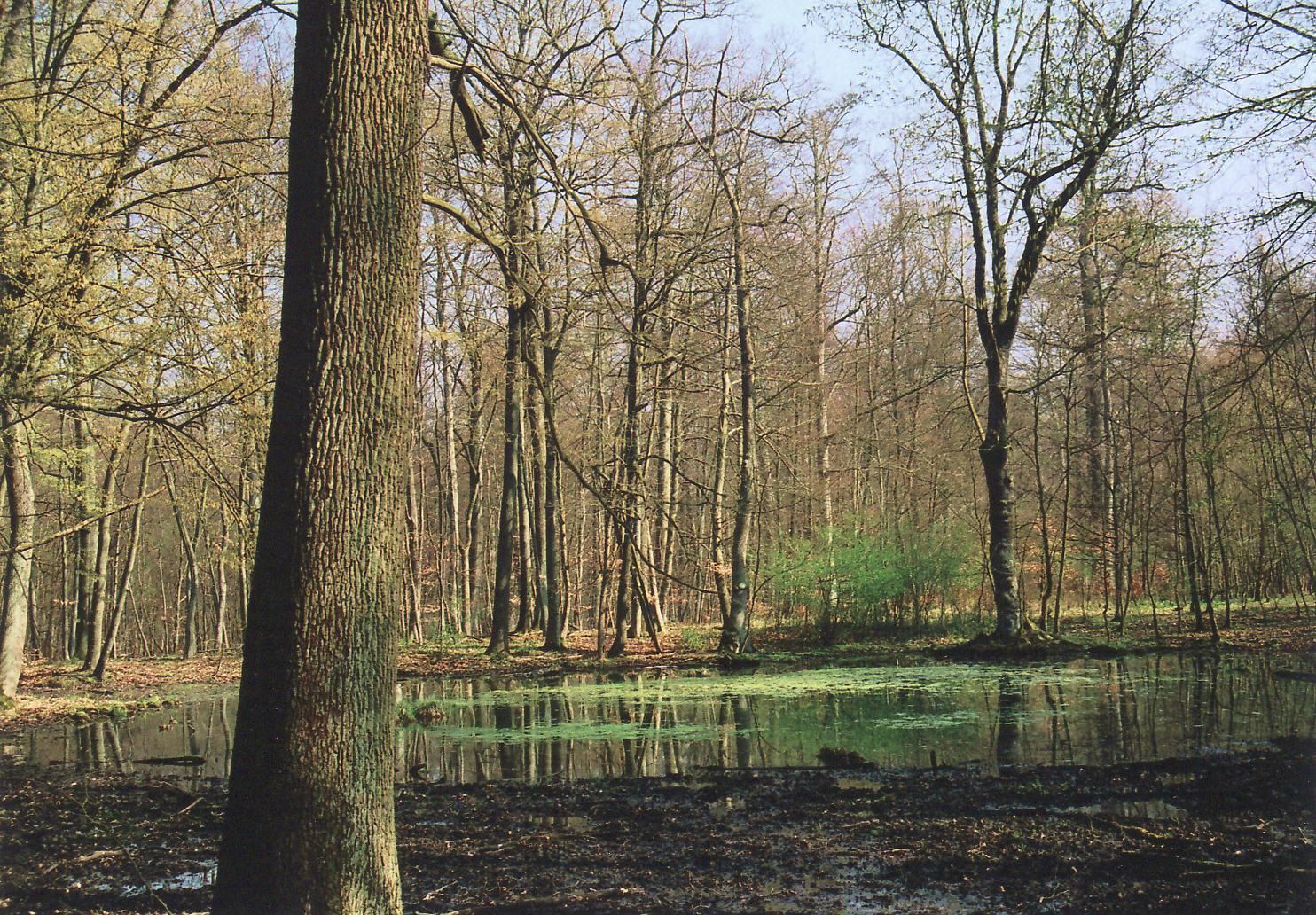
Erdfallweiher im Schönstedter Holz

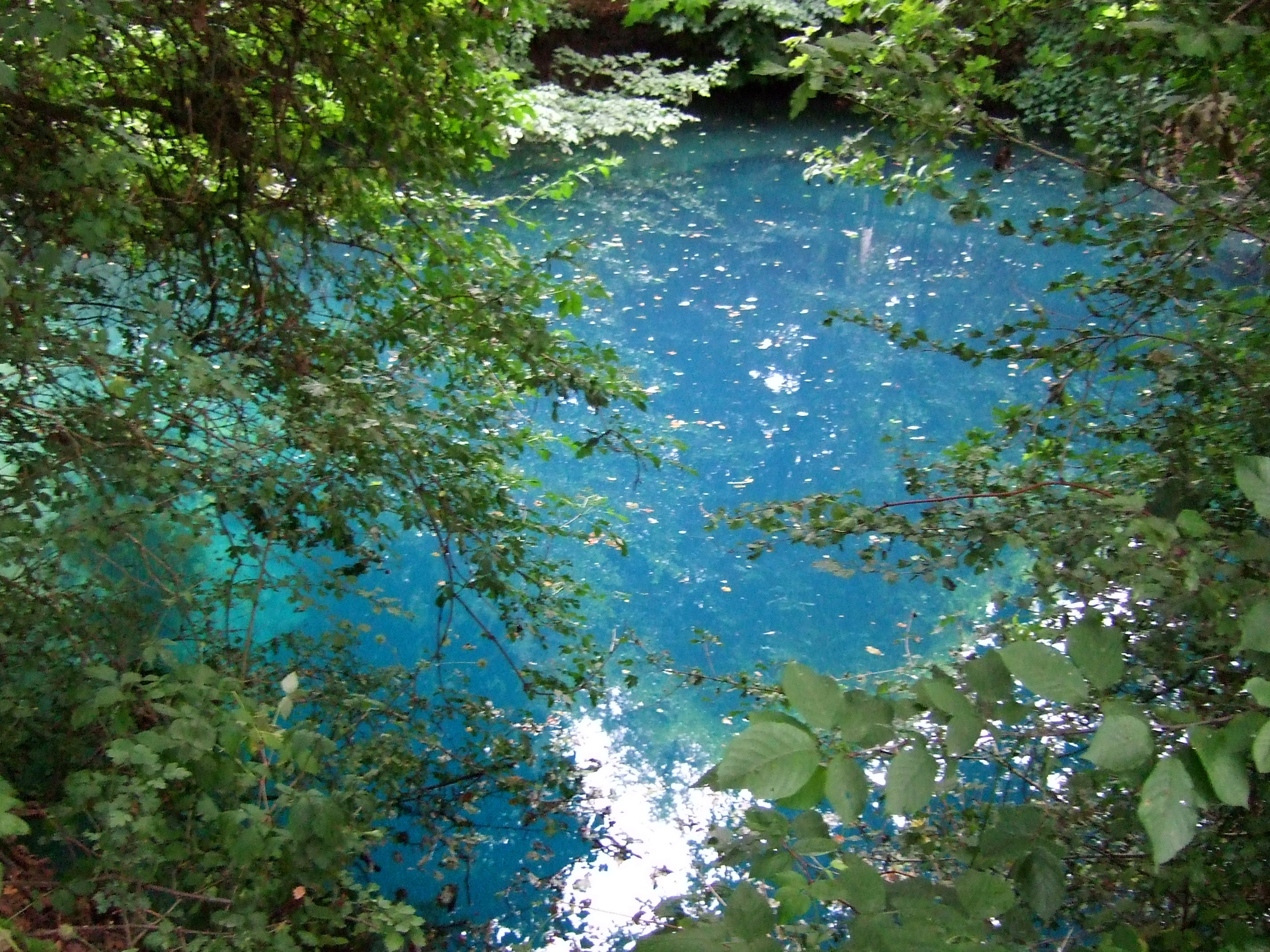
Der Melchiorbrunnen bei Oberdorla und andere Karstquellen werden durch Wasser aus dem Hainich gespeist.

Der Abfluss im Hainich erfolgt überwiegend unterirdisch. Die Bäche sind daher als Steingräben ausgeprägt und ihre Täler sind Trockentäler. Ein eindrucksvolles Beispiel ist der Große Steingraben im Mühlhäuser Stadtwald. Die Steingräben führen nur nach längeren Regenperioden Wasser, meist nach länger anhaltendem Frost und bei Schneeschmelze, wenn die Gesteinsklüfte durch Eis abgedichtet sind, aber auch nach sommerlichen Starkregenereignissen. Natürliche Stillgewässer bilden ebenfalls die Ausnahme und kommen als Erdfallweiher nur in Erdfallsenken vor. Als künstliche Gewässer sind im Hainich auch wenige Teiche vorhanden, z. B. der Hünenteich südöstlich von Kammerforst. Als weitere Karsterscheinung treten am Ostrand des Hainich topfförmige und stark schüttende Karstquellen auf. Sie sind im Übergangsbereich zwischen Muschelkalk und Unterem Keuper häufig durch Erdfälle entstanden und führen das im Hainich versickerte Karstwasser an die Oberfläche. Infolge des Druckes der auflagernden Keuperschichten sind sie artesische Quellen. Aufgrund ihrer hohen Bedeutung für die Wasserversorgung der Hainichrandgemeinden tragen sie Eigennamen. Die wichtigsten Quelltöpfe sind (von Nord nach Süd):
- Breitsülzenquelle (Mühlhausen)
- Popperöder Quelle (Mühlhausen)
- Thomasquelle (bei Weidensee)
- Spittelbrunnen (Spittelgrund)
- Dittelhainsbrunnen (Oberdorla)
- Kainspring (Oberdorla)
- Melchiorbrunnen (Oberdorla)
- Kleine und Große Golke (Bad Langensalza).

Am Hainichkamm verläuft die Wasserscheide zwischen der Werra und ihren Nebenbächen (z. B. Lempertsbach und Lauter) im Westen, die über die Weser in die Nordsee entwässert, und der Unstrut, die über Saale und Elbe ebenfalls zur Nordsee fließt.

## Flora und Vegetation

### Baumarten

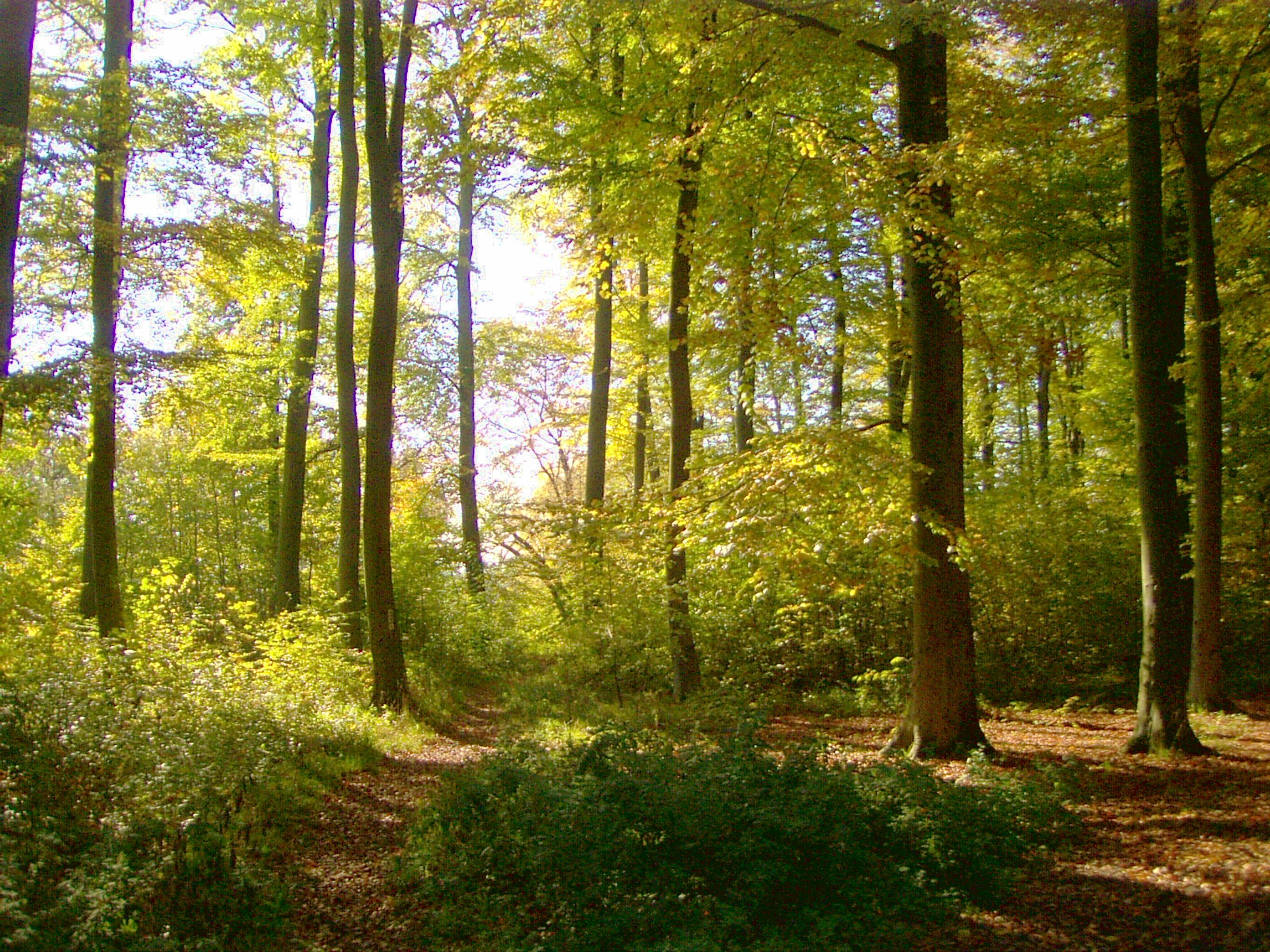
Strukturreicher Buchenwald im Mühlhäuser Stadtwald (Nördlicher Hainich)

Der Hainich weist eine große Vielfalt von Buchenwaldgesellschaften meist eutropher, mittelfrischer und basenreicher Standorte auf, in denen neben der Rotbuche auch andere in Mitteleuropa typische Laubbaumarten wie Esche, Ahorne, Linden und die seltene Elsbeere vorkommen. In den Kammlagen des Hainich erreicht die Rotbuche ihr klimatisches Optimum. Verbreitet sind Waldmeister-Buchenwälder und Waldhaargersten-Buchenwälder. Buchenwälder bodensaurer Standorte (Hainsimsen-Buchenwald) sind im Hainich die Ausnahme. In der Krautschicht treten großflächig Frühblüher-Aspekte auf. Häufige Arten sind Buschwindröschen (Anemone nemorosa), Bärlauch (Allium ursinum) und Ausdauerndes Bingelkraut (Mercurialis perennis). Auch der Märzenbecher (Leucojum vernum) ist weit verbreitet. Stiel- und Traubeneiche treten überwiegend in den niederen Lagen am Ostrand des Hainich auf, z. T. auf Grund historischer Nutzungen als Mittelwald, z. T. aber auch wegen der niedrigeren Jahresniederschläge, die die Eichen begünstigen. Stellenweise sind in den ehemaligen, überkommenen Mittelwäldern Linden, aber auch Hainbuche bestandsbildend, wo die Eichen entnommen wurden und das Unterholz lange nicht genutzt wurde. Eschen-Ahorn-Wälder kommen in den grundfrischen Tälchen der Steingräben vor sowie in Schluchten, beispielsweise im Brunstal südwestlich von Mülverstedt und im Großen Steingraben im Mühlhäuser Stadtwald. Buchen-Trockenwälder finden sich kleinflächig an steilen Hangkanten im westlichen Hainich. Sie enthalten auch die einzige von Natur aus im Hainich vertretene Nadelbaumart, die Eibe (Taxus baccata).
Nach anhaltender Dürre 2018 und 2019 sowie Spätfrösten während des Austriebs der Blätter, macht sich das neue Waldsterben auch im Hainich bemerkbar. Zunächst starben ganze Fichtenbestände ab, 2019 dann auch unzählige, auch alte Rotbuchen. Tote Fichten wurden daraufhin im Norden und in der Mitte des Hainich großflächig eingeschlagen, auch um die Ausbreitung von Borkenkäfern zu unterbinden. Die so entstandenen Kahlschläge wurden schrittweise wieder aufgeforstet. Dafür wurden dürreresistentere Gehölzarten verwendet, zum Beispiel Weißtanne und Küstentanne.

### Markante Bäume

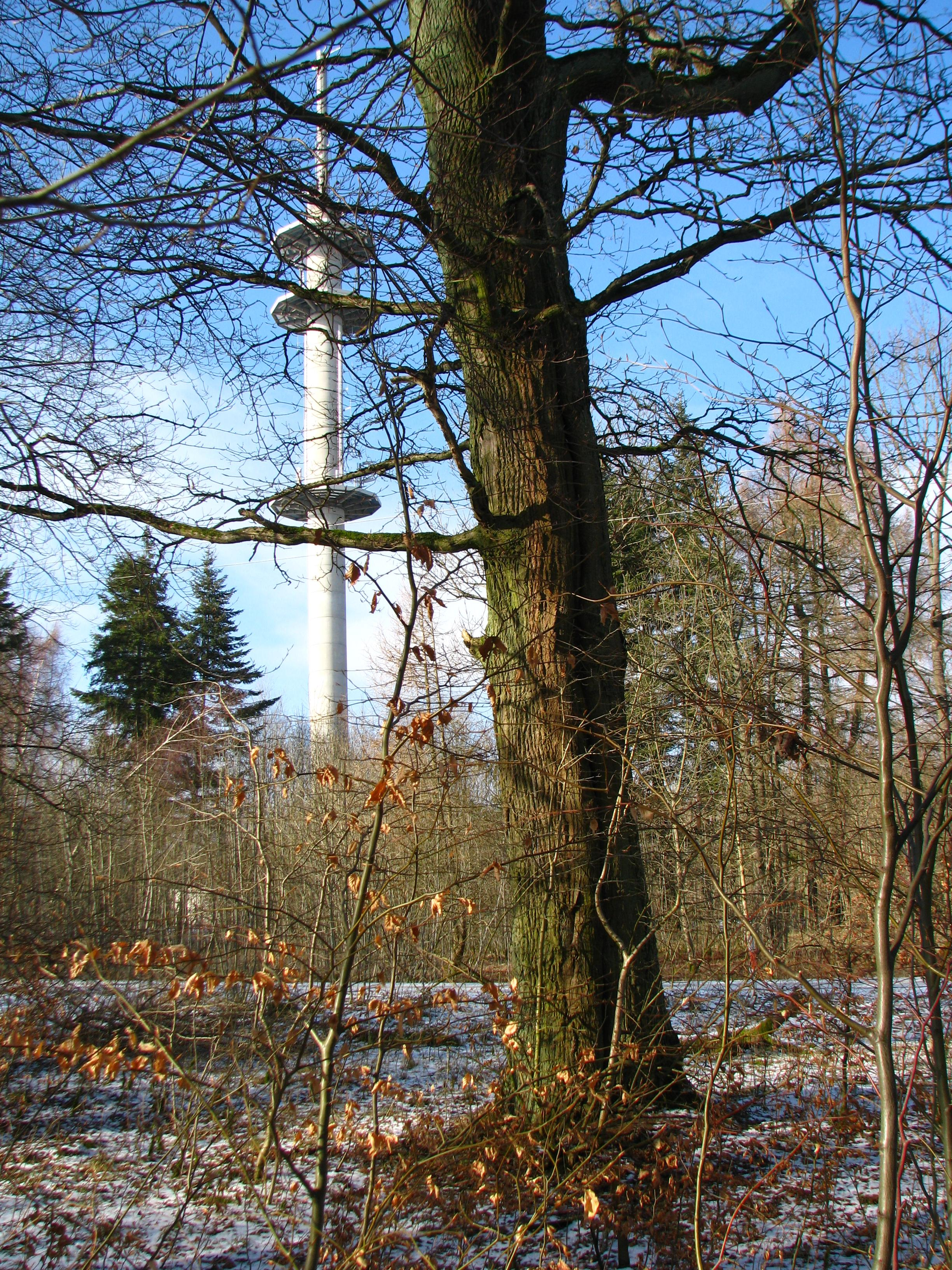
Hohes Rode mit Luthereiche und Fernmeldeturm

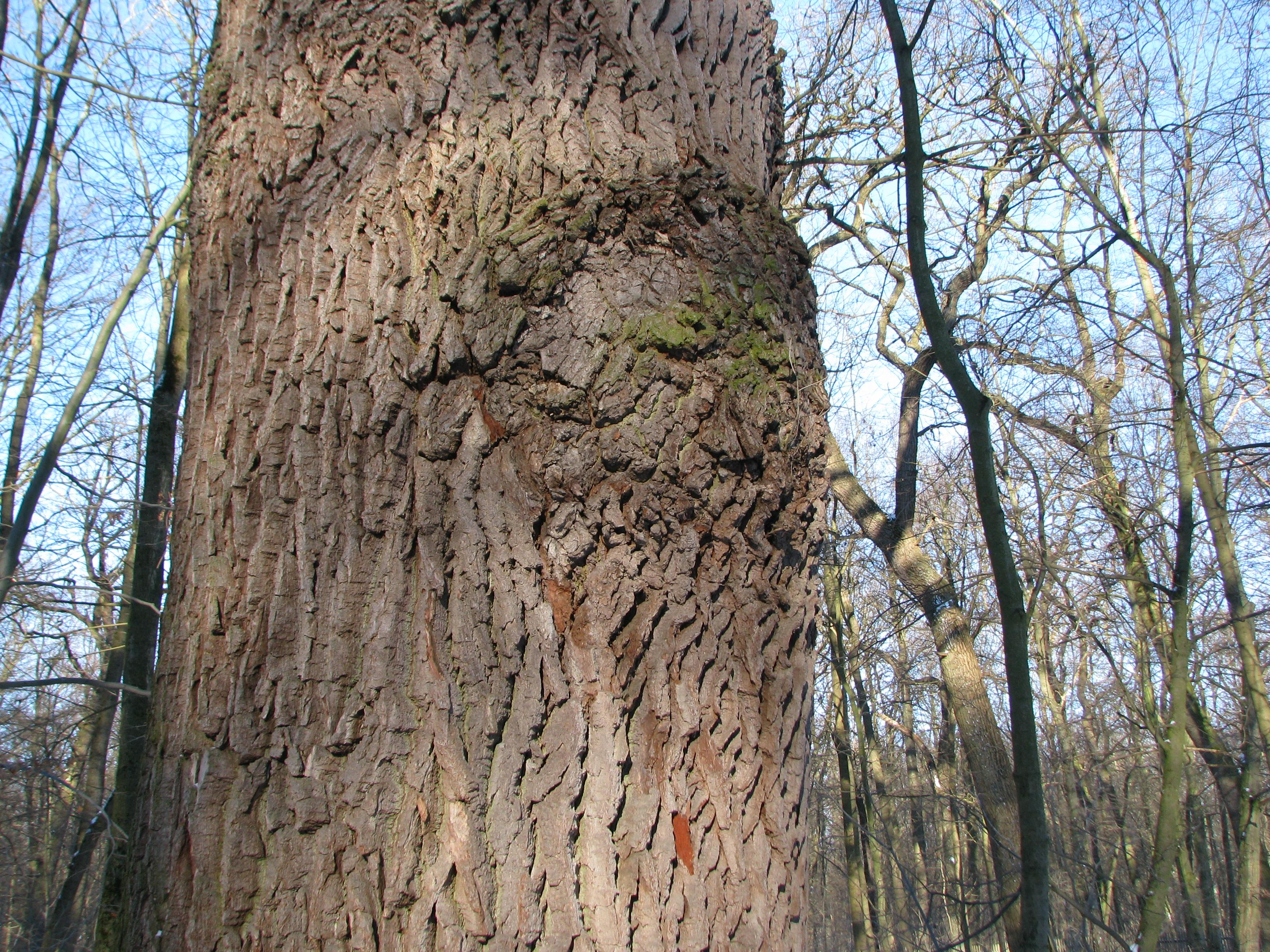
Die Alte Eiche an der Thiemsburg, Stammdetail

Viele alte Bäume im Hainich nehmen auf Grund ihres besonderen Wuchses und der Geschichten, die sich um sie ranken, eine hervorragende Stellung unter den Naturgebilden ein.
Häufig tragen sie daher Eigennamen. Im Hainich sind folgende bemerkenswerte Baumindividuen zu nennen (von Nord nach Süd):
- Eine alte Weißtanne am Torfgrubenweg im Mühlhäuser Stadtwald
- Die 3 Mammutbäume im Mühlhäuser Stadtwald mit Höhen bis 34 m und 3,8 m Stammumfang
- Die Korpusbuche, eine etwa 400 Jahre alte Hainbuche im Mühlhäuser Stadtwald mit 3,8 m Stammumfang
- Die Luthereiche, eine alte Stieleiche auf dem Hohen Rode
- Die Rehbuche am Großen Steingraben im Mühlhäuser Stadtwald
- Die Lehdebornlinde am Hainichrand bei Langula mit einem Stammumfang von 4,95 m
- Die Struppeiche an der Landstraße zwischen Nazza und Langula
- Die Zwillingsbuche am Rennstieg bei Nazza
- Eine alte Sommerlinde auf dem Reckenbühl mit einem Stammumfang von 5,2 m
- Dicke Eiche am Tor zum Hainich bei Weberstedt ⊙
- Die Betteleiche am Ihlefeld, eine etwa 600 – 800 Jahre[6] alte Stieleiche mit einem Stammumfang von 5,6 m ⊙
- Braut und Bräutigam, zwei nebeneinander stehende alte Eichen westlich der Thiemsburg mit Stammumfängen von 2,8 und 2,3 m (auch Adam und Eva genannt)
- Die Alte Buche an der Hohen Straße nordöstlich des Harsberges
- Die Mallinde oberhalb Berka vor dem Hainich ⊙
- Die Alte Eiche an der Thiemsburg, mit 5,45 m Stammumfang eine der mächtigsten Eichen des Hainich
- Ein alter Spitzahorn südlich des Hainich-Hauses
- Ein alter Feldahorn am ehemaligen Forsthaus Schönstedt
- Eine stattliche Sommerlinde am Försterstein im Langen Tal
- Das Tännchen im Langen Tal. Die alte Fichte war der höchste Nadelbaum im Nationalpark Hainich. Ihr abgestorbener Torso steht noch (2011).
- Die Silberbornlinde nordöstlich von Berka vor dem Hainich
- Die Alte Eiche an der Weggabelung auf dem Kindel
- Die Bunte Linde im Österbehringer Holz

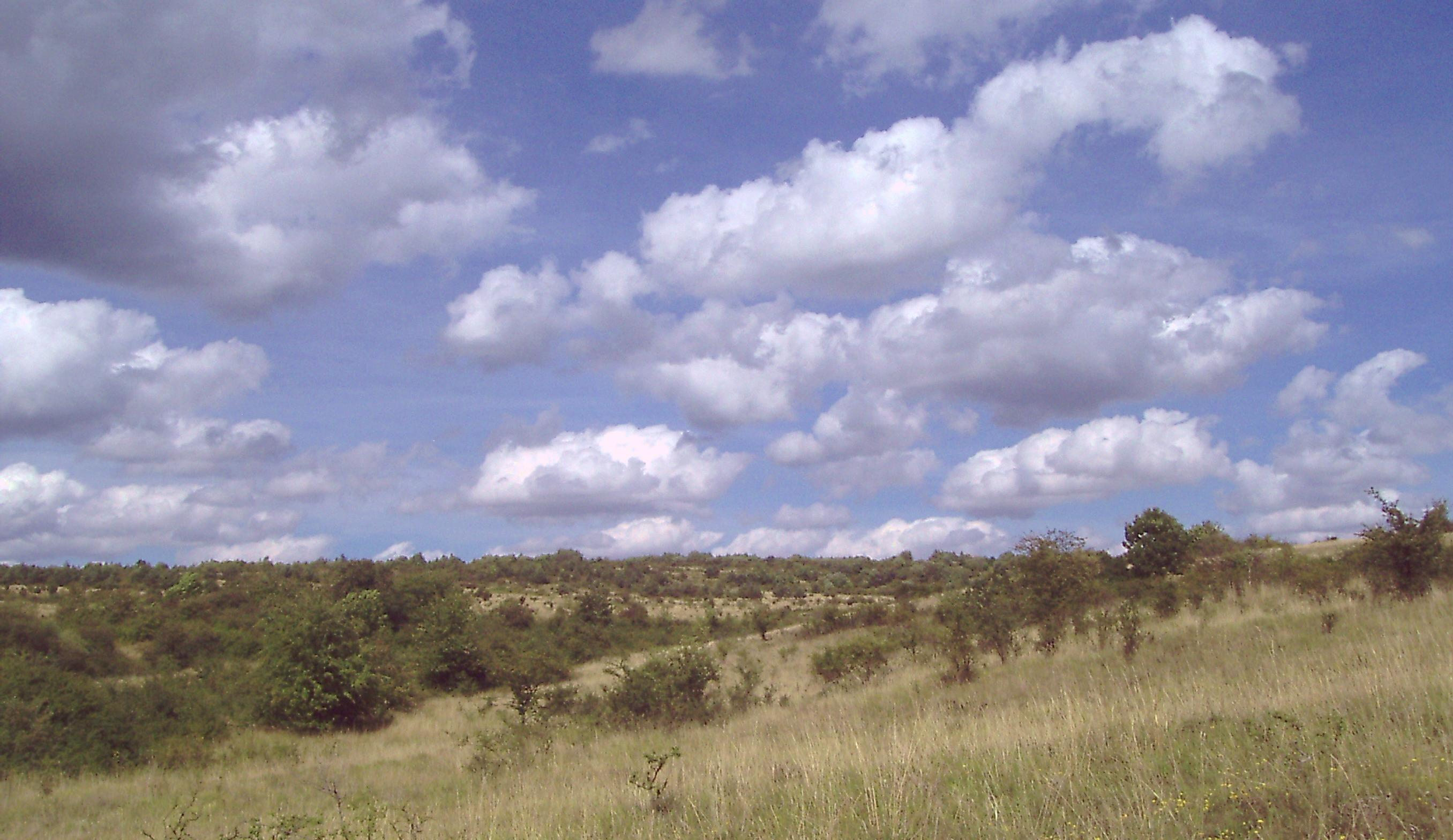
Ausgedehnte Waldsukzessionsflächen befinden sich im südlichen Hainich

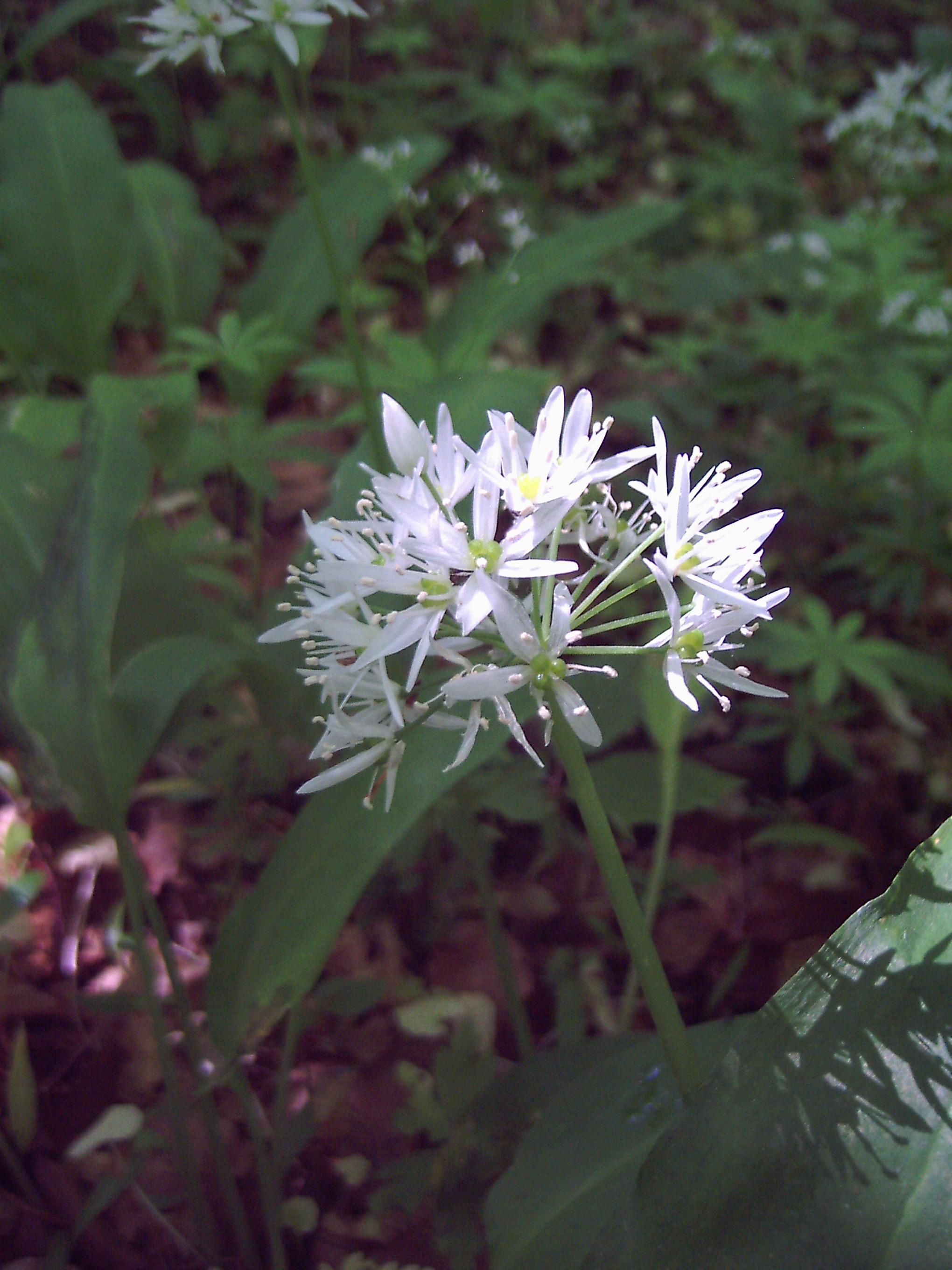
Der Bärlauch bildet im Mai im Hainich große Blütenteppiche aus

### Vegetation
Die offenen Standorte werden überwiegend von Kalkmagerrasen und ihren Sukzessionsstadien, also verschiedenen Grasbrachestadien, Gebüschgesellschaften und Vorwäldern eingenommen. Stellenweise kommt in den Kalkmagerrasen auch Wacholder (Juniperus communis) vor. Wacholderheiden, die ebenfalls aus der Beweidung mit Schafen hervorgegangen sind, befinden sich am Hainichrand bei Oberdorla und Craula, auf dem Zimmerner Steinberg und an mehreren Stellen auf dem Kindel. Großflächige Sukzessionsflächen sind auf den ehemaligen Schießbahnen und Manövergebieten entwickelt, die zu Zeiten der Truppenübungsplätze durch Schafbeweidung offen gehalten worden waren. Verbreitete Arten sind Weißdorn (Crataegus spec.), Wildrosen (Rosa spec.) und Schlehe (Prunus spinosa), die z. T. auf großer Fläche Dorngebüsche gebildet haben. Besonders erwähnenswert ist die Kriechrose (Rosa arvensis), die lange Zeit in Thüringen als verschollen angesehen wurde und infolge der botanischen Untersuchungen im Nationalpark Hainich und mittlerweile auch außerhalb an zahlreichen Stellen wiedergefunden wurde. Die atlantische Art erreicht im Westen Thüringens den Rand ihres Ausbreitungsgebietes.

## Pilzflora
Eine überragende Rolle spielen mit über 1650 Arten allein im Nationalpark Hainich die Pilzflora. Davon sind die meisten Totholzzersetzer. Mit Mycoacia nothofagi wurde 1999 ein seltener Indikator für naturnahe Wälder gefunden.

## Fauna

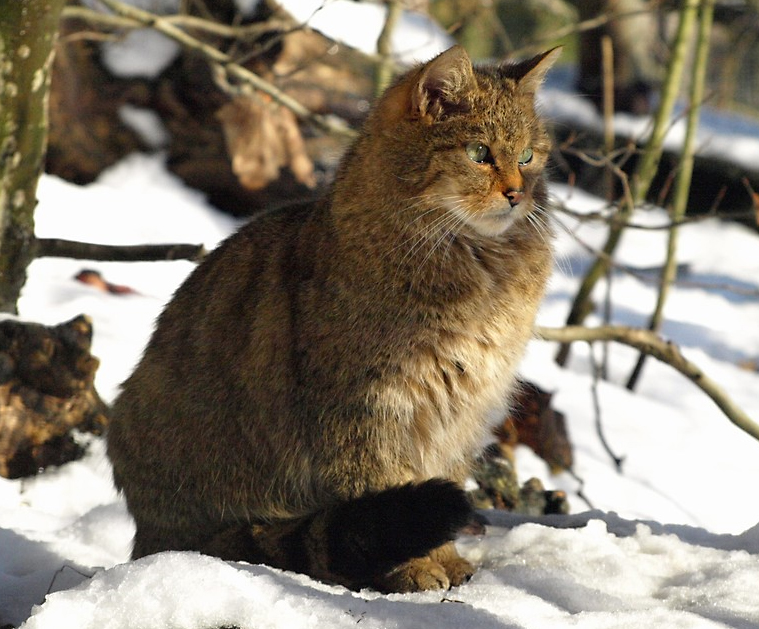
Charakterart des Hainich: Die Wildkatze

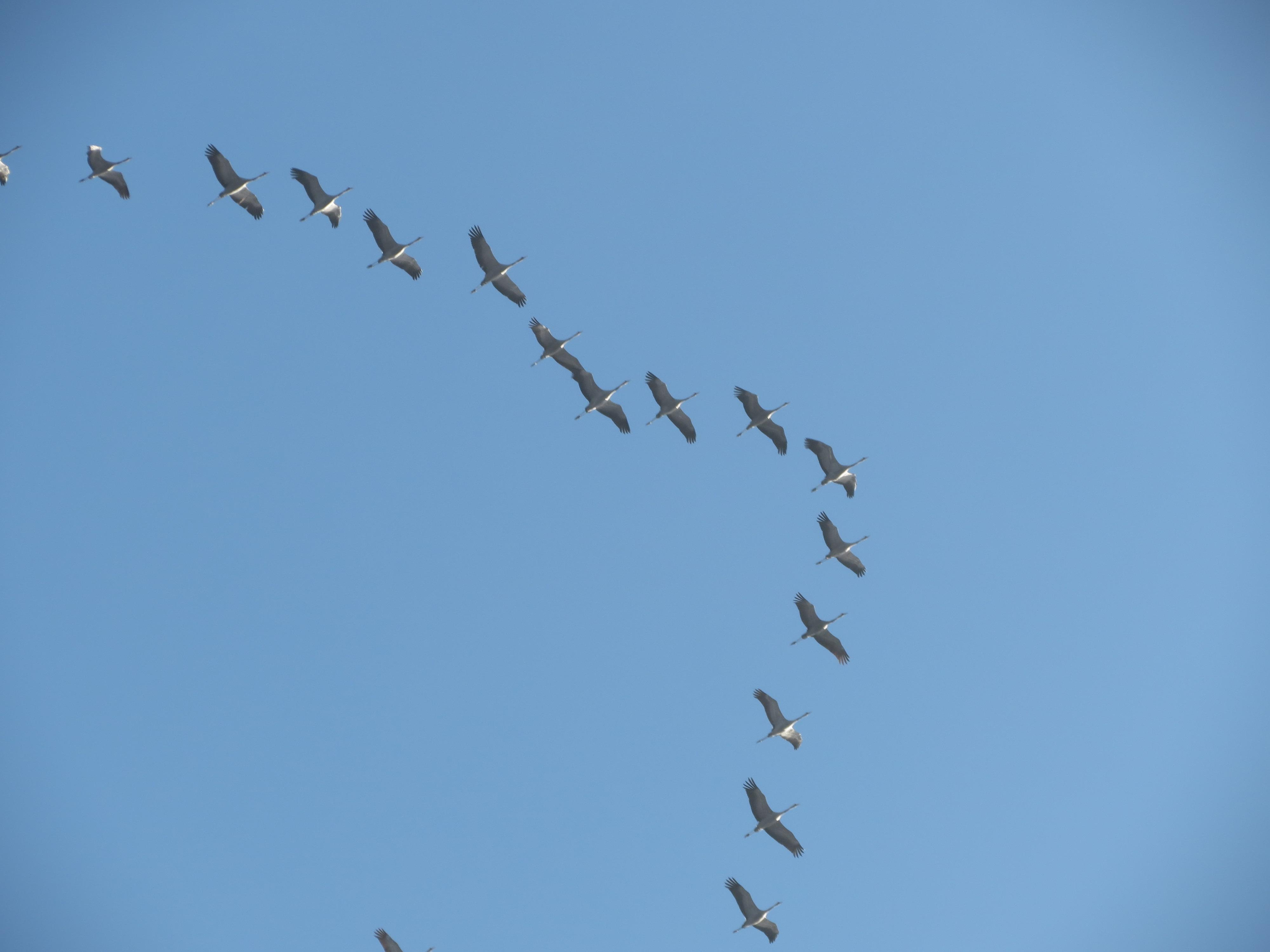
Kraniche ziehen über den Nationalpark Hainich hinweg

Der Hainich ist Lebensraum zahlreicher Tierarten. Durch Untersuchungen der verschiedenen Tierartengruppen konnte die Artenvielfalt zahlenmäßig erfasst werden. Allein im Nationalpark Hainich sind mittlerweile etwa 8600 Tierarten nachgewiesen, davon etwa 90 % Insekten, v. a. Käfer und Zweiflügler. Aktuell sind 2144 Käferarten allein im Nationalpark Hainich bekannt (Stand vom 31. Dezember 2010), davon mit 521 Arten knapp ein Viertel Holz bewohnende Arten. Dazu zählen Rindenkäfer, echte Holzkäfer, Holzpilzkäfer und Mulmkäfer. Dieses Ergebnis spiegelt die Bedeutung des im Nationalpark Hainich stellenweise stark vertretenen Totholzes wider, einem Indiz für urwaldartige Wälder, das im Gegensatz dazu bewirtschaftete naturnahe Wälder nur bedingt aufweisen. Die Charakterart der alten Buchenwälder im Hainich ist denn auch der Kopfhornschröter, eine zu den Hirschkäfern zählende Art. Mit etwa 800 bzw. 1300 Arten gehören die Schmetterlinge und die Zweiflügler zu den artenstärksten Tierartengruppen im Nationalpark Hainich.
Neben den verborgen lebenden und daher selten zu beobachtenden Wildkatzen gibt es 48 Säugetierarten, darunter bislang 15 Fledermausarten. Charakteristisch für den Hainich ist die Bechsteinfledermaus, die den Höhenrücken ganzjährig bewohnt und v. a. in alten Buchenwäldern anzutreffen ist. Die vom Aussterben bedrohte Art konnte im Nationalpark Hainich in großer Anzahl nachgewiesen werden. Viele Vogelarten sind hier heimisch wie 7 Spechtarten, Baumfalken und Raubwürger. Mit geschätzten 60 bis 70 Brutpaaren befindet sich im Nationalpark Hainich das größte zusammenhängende Brutgebiet des Mittelspechtes in Thüringen. Bis 1998 war auch der Schwarzstorch Brutvogel im Hainich. Am häufigsten sind jedoch die Wald bewohnenden Singvogelarten Kohlmeise, Zilpzalp und Mönchsgrasmücke. Der Hainich liegt auch in der Flugroute des europäischen Graukranichs, der auf seinem Zug in die südwesteuropäischen Überwinterungsgebiete die bewaldeten Höhen in jedem Herbst zu Tausenden überfliegt. Auch der Rückflug in die Brutgebiete erfolgt über den Hainich. Am 10. März 2013 verloren dabei sogar zahlreiche Kraniche bei dichtem Nebel die Orientierung und mussten in und um Heyerode landen. Dabei kamen einige zu Tode, die gegen Hauswände flogen oder auf der Landstraße zwischen Hallungen und Heyerode von Autos erfasst wurden. Es ist außerdem davon auszugehen, dass ihnen der zur Überwindung des Hainich notwendige Aufwind fehlte. Verletzte Kraniche wurden von der Tierrettung Mühlhausen geborgen und in der Mühlhäuser Tierklinik notversorgt.
Verbreitete Reptilienarten sind Waldeidechse und Blindschleiche. Eine besondere Bedeutung spielt der Hainich für das Vorkommen der bundesweit vom Aussterben bedrohten Gelbbauchunke. Zwei individuenreiche Populationen befinden sich im Bereich ehemaliger Truppenübungsplätze im Süden und im Norden des Höhenzuges. Die Bestände sind nach Aufgabe der militärischen Nutzung rückläufig.
Mehrere Insektenarten konnten im Nationalpark neu beschrieben werden. Zahlreiche seltene oder ausgestorbene Arten wurden dort neu oder wiedergefunden, beispielsweise Reitters Strunk-Saftkäfer, der als ausgestorben betrachtet wurde. Zur Population der Wildkatze liegen wissenschaftliche Arbeiten vor. Regelmäßige Beobachtungen im nördlichen Hainich bestätigen, dass die Wildkatze im gesamten Waldgebiet heimisch ist. Der Hainich ist Ausgangspunkt für das sogenannte Rettungsnetz Wildkatze, das seit 2005 durch Grünbrücken und breit angelegte Heckenzüge zwischen den Mittelgebirgen und Hügelländern Thüringer Wald, Rhön und Kellerwald geknüpft wird, um der Verinselung und genetischen Verarmung der Restpopulationen der Wildkatze entgegenzuwirken. Eine wichtige Forschungseinrichtung für Insektenkundler ist der Baumkronenpfad an der Thiemsburg. Er ist europaweit die bisher einzige dauerhafte Plattform für die Langzeiterforschung der Insektenfauna der Baumkronen naturnaher Wälder. Zu den häufigsten Großsäugern zählen Wildschwein, Reh und der im Hainich eingeführte Damhirsch. Rothirsche sind selten, stellen sich zur Brunftzeit jedoch an mehreren Stellen regelmäßig ein. Häufige Beutegreifer sind Dachs, Rotfuchs und Steinmarder. Auch der Waschbär hat im Hainich Einzug gehalten. 2015 wurde im Nationalpark Hainich durch eine Fotofalle auch der Luchs wieder nachgewiesen.

## Geschichte

### Territorialgeschichte

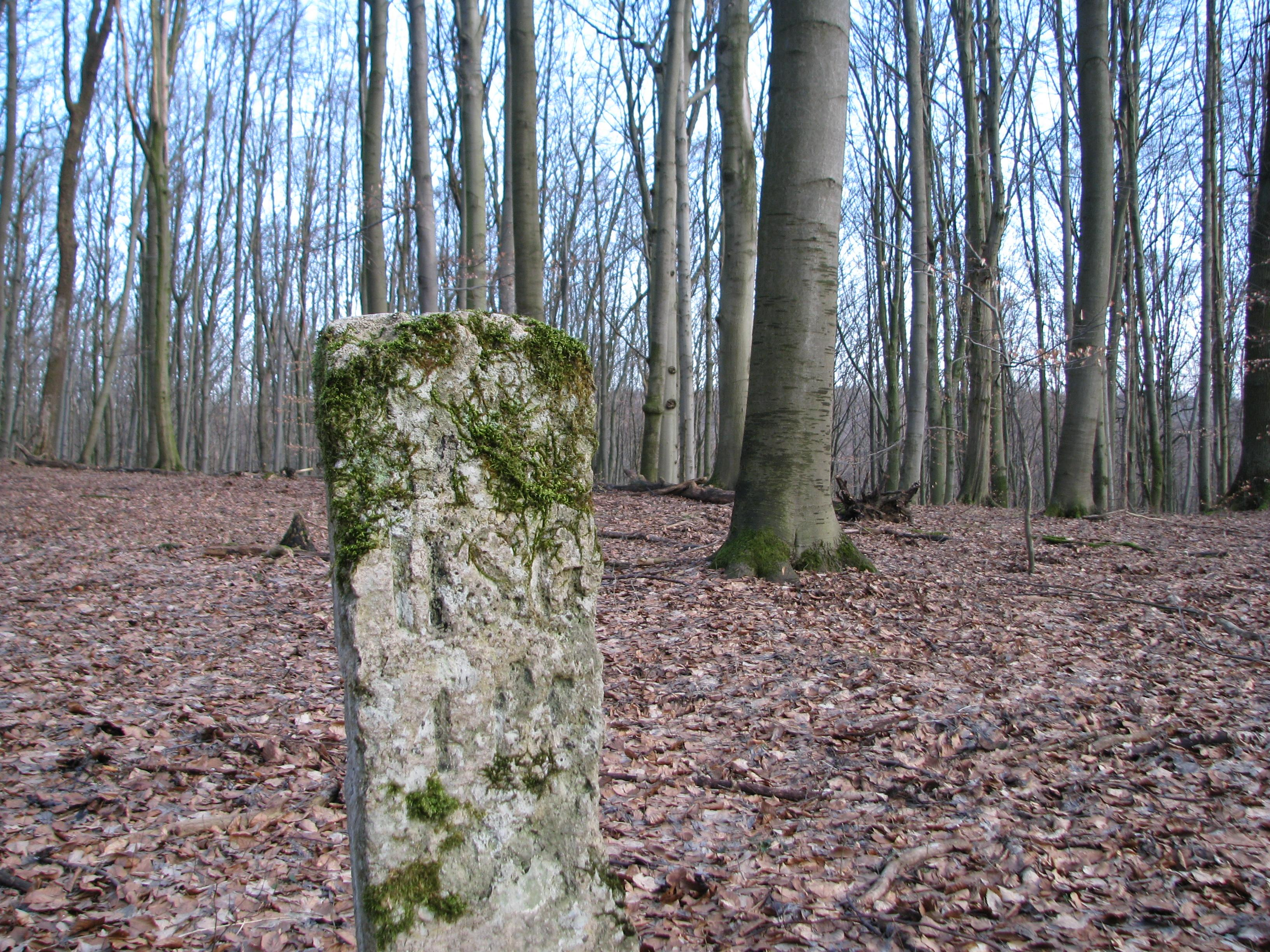
Dreiherrenstein auf dem Dachsberg im Nationalpark Hainich

Bis Anfang des 6. Jahrhunderts war der Hainich Teil des Königreiches der Thüringer. Nach Eroberung durch die Franken wurde es dem Frankenreich angegliedert. Territoriale Grenzen festigten sich erst im 14. Jahrhundert. Der Norden des Hainich war der Freien Reichsstadt Mühlhausen angegliedert sowie der Vogtei Dorla, einem Gebiet ohne Landeshoheit und mit eigenen Rechten. Die Gemeinden der Vogtei besitzen beispielsweise bis heute umfangreiche Waldungen im Hainich. Das zum Kurfürstentum Mainz gehörende katholische Eichsfeld reichte bei Heyerode im Nordwesten bis an den Hainich heran. Der Südteil gehörte den Thüringer Landgrafen. Er wurde nach Aussterben des Grafengeschlechts der Ludowinger aufgeteilt. Zentrale Bereiche des Hainich kamen zum albertinischen Herzogtum Sachsen-Weißenfels (Amt Langensalza), später zum Kurfürstentum Sachsen. Nazza mit der Burgruine Haineck und drei weiteren Orten im Westen sowie Craula und Behringen im Südosten gehörten zum Herzogtum Sachsen-Gotha(-Altenburg) ebenso wie die in den Hainich hineinragende Exklave Neukirchen mit Lauterbach. Berka vor dem Hainich und Bischofroda lagen mit ihrer Gemarkung im Herzogtum Sachsen-Weimar-Eisenach (Amt Creuzburg). Die Grenzen waren jeweils mit Steinen vermarkt. Auskunft über den Verlauf der historischen Grenzen geben somit die alten Grenzsteine, meist aus Muschelkalk bestehend, die Neueren stellenweise auch aus Granit. Eingravierte Abkürzungen und Wappen geben Hinweise auf die früheren Herrschaftsbereiche. So erinnern noch zahlreiche dieser alten Grenzsteine an die ehemaligen Territorien der Kleinstaaten, auf die sich der Hainich aufteilte, darunter mehrere sogenannte Dreiherrensteine, als Grenzsteine, an denen jeweils drei Territorien aneinandergrenzten.
1802 kamen Mühlhausen, Eichsfeld und Vogtei zum Königreich Preußen, 1815 auch die thüringischen Anteile des Kurfürstentums bzw. Königreichs Sachsen.
Nach der Eroberung durch die Amerikaner ausgangs des Zweiten Weltkrieges und die vertragsgemäße Vereinnahmung durch die Sowjetunion gehörte der Hainich zum Land Thüringen beziehungsweise ab 1952 zum Bezirk Erfurt der Deutschen Demokratischen Republik. Nach der Wende wurde der Freistaat Thüringen gebildet. Seither haben der Wartburgkreis im Süden und die Landkreise Langensalza und Mühlhausen, die 1994 zum Unstrut-Hainich-Kreis zusammengelegt wurden, Anteil am Hainich.

### Geschichte der Besiedlung des Hainichwaldes

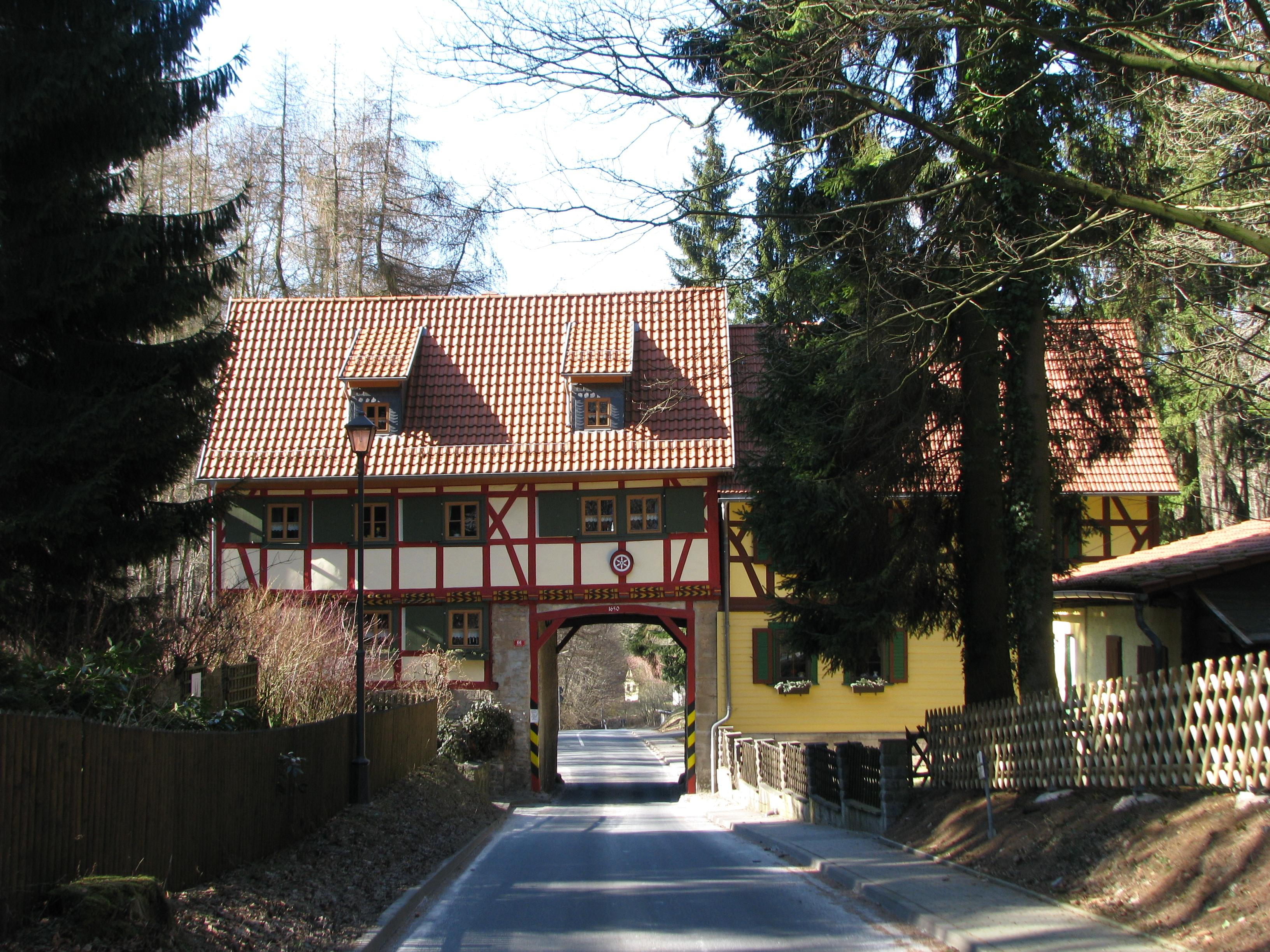
Das Grenzhaus bei Heyerode: Ein weiteres Symbol des Hainich

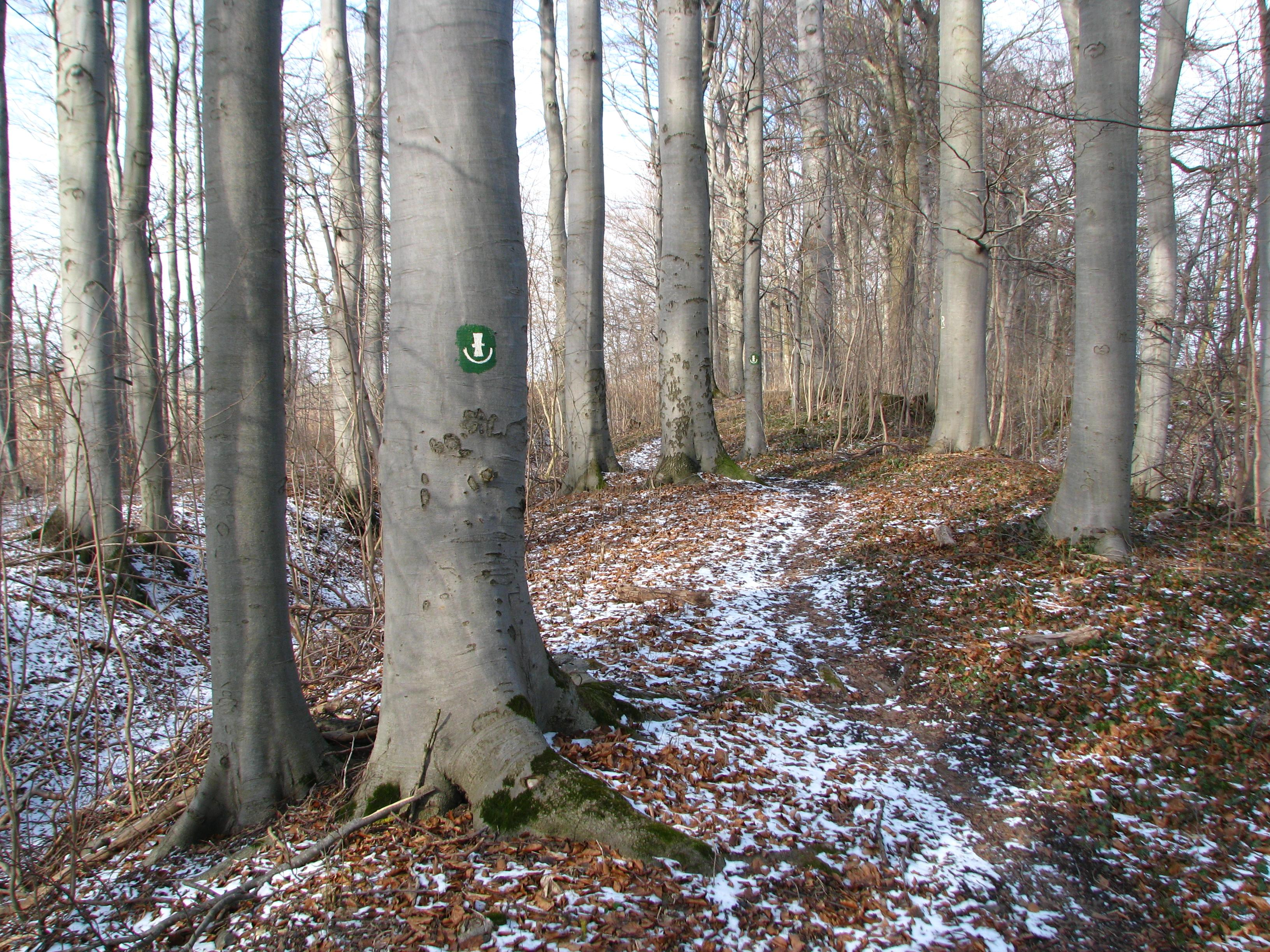
Der Mühlhäuser Landgraben bei Eigenrieden

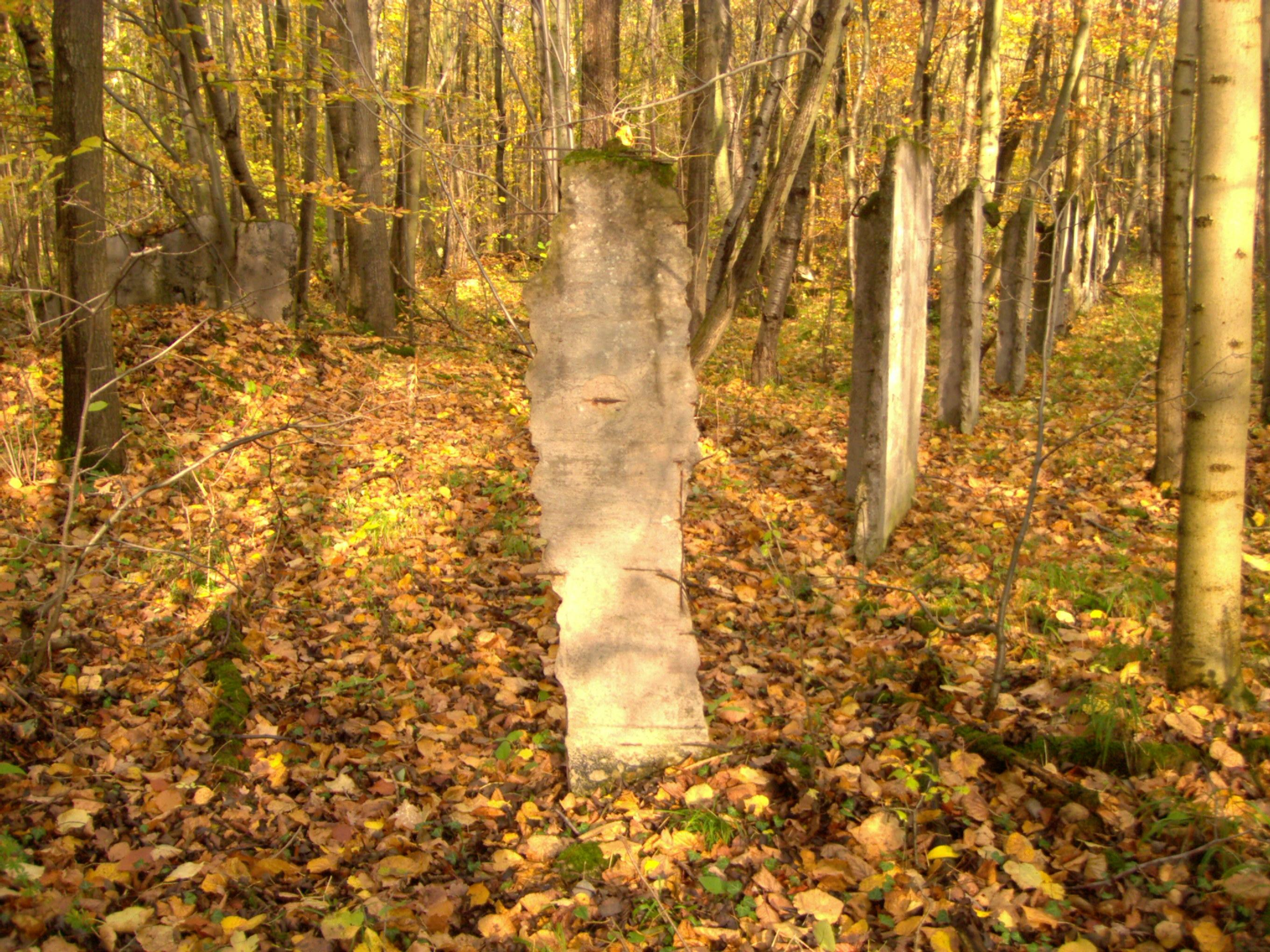
Reste der Zünderfabrik „Gerätebau GmbH“ im Mühlhäuser Stadtwald

Zumindest die Hoch- und Kammlagen des Hainich werden als alte Waldflächen angesehen, die mit großer Wahrscheinlichkeit seit Beginn der Waldentwicklung in der Nacheiszeit immer Wald gewesen sind. Die Unzugänglichkeit des Waldes wurde zur Anlage von Fliehburgen genutzt, in die bei Krieg die bäuerliche Bevölkerung der umliegenden Dörfer umsiedeln und Schutz suchen konnte. Beispiele sind die Wallanlagen auf dem Sommerstein bei Heyerode, die Thiemsburg und die Hünenburg bei Flarchheim.
Alte Ortsnamenendungen auf -a in den im Südwesten und Osten angrenzenden Gebieten weisen auf Altsiedelgebiete hin, die bereits im Neolithikum besiedelt wurden. Zahlreiche datierte archäologische Befunde untermauern diese Ansicht. Zu den alten Hainichrandgemeinden sind zu zählen (von Norden nach Süden im Uhrzeigersinn): Oberdorla, Langula, Craula, Berka vor dem Hainich, Mihla und Nazza.
Die Ortsendung -rode weist auf spätere Gründungen während der hochmittelalterlichen Rodungsperiode hin, als das Bevölkerungswachstum zu einer Besiedlung bisher ungünstiger Waldbereiche führte.
Zu diesen Ortsgründungen zählen Orte wie Heyerode, Eigenrieden und Pfafferode im nördlichen Hainich sowie Bischofroda und Hütscheroda im südlichen Hainich. In diese Zeit fallen auch heute als Ortswüstungen bekannte Siedlungsstellen, wie z. B. Tieferode und Hungerode im heutigen Mühlhäuser Stadtwald, Gräverode bei Kammerforst oder Sulzrieden bei Berka. Aber auch Phulrode, Weitersrode, Germerode und Harterode am Nordostrand bei Oberdorla und Langula. Diese Orte wurden als Weiler oder Einzelgehöfte angelegt und später wieder aufgegeben. Als Gründe werden die Wasserknappheit des Karstgebietes Hainich angesehen sowie die Unsicherheit der weit ab von Städten oder größeren Dörfern liegenden Dorfstellen vor Räubern und fremden Heeren. Weitere Hainichorte sind Kammerforst, Flarchheim, Mülverstedt, Weberstedt, Alterstedt, Zimmern, Reichenbach, Behringen, Lauterbach, Hallungen und Diedorf.
Ins Hochmittelalter, nämlich ins Ende des 14. Jahrhunderts, fällt die Errichtung der Burg Haineck oberhalb von Nazza. Sie war Wohnstätte der Herren von Wangenheim und der Herren von Hopffgarten. 1452 wurde sie von dem Raubritter Apel Vitzthum bewohnt. Anfang des 16. Jahrhunderts wurde sie von ihren Herren verlassen und verfiel zusehends. Die Burgruine wurde 1997 gesichert und restauriert. Im 14. Jahrhundert wurde ebenfalls mit der Anlage des Mühlhäuser Landgrabens am Nordrand des Hainich bei Eigenrieden begonnen. Die Graben-Wall-Anlage entstand zum Schutz des Gebietes der Freien Reichsstadt Mühlhausen.
Mit Beginn der organisierten Forstwirtschaft im 17. Jahrhundert entstanden später am Hainichrand und im Waldesinneren diverse Forsthäuser, allesamt als Fachwerkbauten: Das Forsthaus am Reckenbühl, das Schönstedter Forsthaus am Gänsekropf bei Weberstedt, das Forsthaus Seebach, das Forsthaus an der Thiemsburg sowie das Grenzhaus Heyerode als Forsthäuser. Letzteres ist als einziges original erhalten geblieben, wurde 2005 von Grund auf saniert und gilt als ein weiteres Symbol des Hainich. Das Forsthaus an der Thiemsburg, ein Fachwerkbau mit Krüppelwalmdach und Eichenholz-getäfeltem Jagdzimmer wurde Anfang Januar 2006 nach etwa 10 Jahren Leerstand zu Gunsten eines Restaurantbaus für die Bewirtung von Nationalparkgästen mit dem Bagger abgerissen. Das Forsthaus auf dem Reckenbühl bei Kammerforst war bis auf die Grundmauern verfallen. Dort entstand 2007 ebenfalls ein Restaurant- und Beherbergungsbetrieb. Das Forsthaus Seebach oder Hainichhaus wurde 2006 ebenfalls in einen Restaurantbetrieb umgewandelt. Vom Forsthaus Schönstedt sind nur noch Reste erhalten geblieben. Ebenfalls als Forsthaus entstand am Nordrand des Hainich im 19. Jahrhundert „Peterhof“. Da der Mühlhäuser Stadtwald bereits Ende des 19. Jahrhunderts ein beliebtes Naherholungsziel war, entstanden dort am Waldrand die Ausflugsgaststätten „Waldfrieden“, „Prinzenhaus“, „Weißes Haus“ und „Waldschlößchen“. Die am Ihlefeld bereits vorhandene Raststätte für Fuhrleute auf der Hohen Straße und das später dort eingerichtete Mülverstedter Forsthaus wurden unter Max von Hopffgarten zu einem Gut inmitten des Waldes aufgebaut. Dazu zählte auch das Vorwerk „Litzbeer“, ein Bauernhof innerhalb des Waldes mit zugehöriger, in den Wald gerodeter landwirtschaftlicher Nutzfläche, die heute als Picht's Wiese bekannt ist. Eine Besonderheit der Besiedlung des Hainich stellt die Errichtung der Produktionsanlagen der Gerätebau GmbH, einer Tochterfirma eines Ruhlaer Uhren- und Rüstungsfabrikanten, dar. Sie wurden als Erholungsheim gut getarnt im Waldesinneren des nördlichen Hainich aufgebaut. Ebenfalls in den 1930er Jahren wurde ein seit 1914 bestehender Hof am Hainich-Ostrand bei Mülverstedt, das Weidegut, zu einer Fuchsfarm gemacht. Sie wurde bis 1945 betrieben und nach Erwerb durch die Nationale Volksarmee geschleift. Am Harsberg, an der Südwestseite des Hainich, entstand an einem günstigen Hang mit Aufwinden wiederum Anfang der 1930er Jahre ein Segelflugzentrum mit angeschlossener Fliegerschule. Die Gebäude wurden 2006 als Jugendherberge und Informationszentrum umgebaut. Nach dem Zweiten Weltkrieg fand im Hainich auf Grund der Nähe zur Zonen- und späteren Grenze der DDR kaum Siedlungsbau, sondern vermehrt ein Rückbau statt. Der Rüstungsbetrieb im Mühlhäuser Stadtwald wurde 1947 von der Roten Armee gesprengt, die Güter auf dem Ihlefeld und dem Litzbeerfeld wurden abgerissen, die Forsthäuser am Gänsekropf und auf dem Reckenbühl verfielen. Allenfalls auf dem Hohen Rode bei Eigenrieden wurde 1980 eine Radarstation der sowjetischen Truppen auf 65 m hohem Turm errichtet, nebst Nebengebäuden für die Mannschaften und Offiziere. Der Turm wurde 1995 abgebaut und durch einen Fernmeldeturm ersetzt. Auf dem Gelände der Thiemsburg wurde ein forstwirtschaftlicher Betriebshof mit Wohngebäude für Waldarbeiter errichtet. Nennenswerte Neubaumaßnahmen setzten nach 1997 mit Inkrafttreten des Nationalparkgesetzes ein. Bei Kammerforst entstand durch Umbau von Fahrzeughallen eine Umweltbildungsstation. An der Thiemsburg wurde der Baumkronenpfad gebaut und ein dazugehöriger Großparkplatz angelegt. Der Pfad wurde am 26. August 2005 der Öffentlichkeit übergeben. Am Standort Thiemsburg wurde Ende 2008 auch das Nationalparkhaus der Öffentlichkeit übergeben. Die Verlängerung des Baumkronenpfades nach Norden wurde im Frühjahr 2009 fertiggestellt. Nach dem Abriss des alten Forsthauses an der Thiemsburg wurde an derselben Stelle ein Restaurantbetrieb neu gebaut. Ein Nebengebäude wurde renoviert und dient seither als Unterkunft für Nationalparkbesucher. Insgesamt entstand somit am Standort „Thiemsburg“ seit seiner Gründung der Besucherschwerpunkt des Nationalparks Hainich. Ein weiterer Schwerpunkt wird bei Hütscheroda aufgebaut. Der 1. Bauabschnitt des Wildkatzendorfes wurde mit dem Aussichtsturm „Hainich-Blick“, einer 20,3 m hohen Holzkonstruktion, am 17. Juni 2011 am sogenannten Generalsblick auf dem Kindel eröffnet. Mit der am 11. Mai 2016 offiziell übergebenen „Wurzelhöhle“ erfuhr der Baumkronenpfad an der Thiemsburg eine unterirdische Erweiterung.

### Geschichte der Waldnutzung
Die Nutzung des Hainichwaldes erfolgte lange Jahre ungeregelt und ohne Berücksichtigung des Nachhaltigkeitsprinzips. Sogenannte Holzordnungen stellten daher schon bald Regeln für die Waldbewirtschaftung im Hainich auf. Die erste Holzordnung für die Dörfer der Vogtei (Langula, Nieder- und Oberdorla) stammt beispielsweise aus dem Jahr 1569 und teilt den Wald in 18 Schläge auf, die im jährlichen Zyklus genutzt werden. Dabei werden jeweils sogenannte Laßhölzer oder Hegereiser stehengelassen. Die zweite Holzordnung von 1786 bestimmt mit 150 bereits die genaue Anzahl der Hegereiser je Hauung. Außerdem regelt sie die Nebennutzungen des Waldes: Die Waldweide, das Laubrechen und das Holzklauben durch „die Armen“. Mit der 3. Holzordnung zwischen 1859 und 1878 erfolgt im Vogteier Wald die Überführung des Waldes in eine plenterartige Bewirtschaftung, die nach einem genauen Wirtschaftsplan erfolgt und nur noch von ausgebildeten Förstern und Waldarbeitern durchgeführt wird. Nebennutzungen sind seither verboten.
Die forstliche Nutzung und Verwaltung des Hainichwaldes ist vielfach verknüpft mit Försterdynastien. Zu nennen sind zunächst Vater und Sohn Gottfried und Carl Baehr, die im 19. Jahrhundert Revierförster im Hainich waren. Ihre Gräber und die ihrer Frauen sind nahe dem Heyeröder Grenzhause bis heute erhalten geblieben. Auch Enkel Paul und dessen Söhne übten später den Beruf des Försters aus. Wilhelm Biehl wiederum begründete als Revierförster von Langula die Förstertradition in seiner Familie. Sohn Georg führte das berufliche Erbe seines Vaters in Langula fort. Dessen Sohn Rüdiger bekleidet, ebenfalls als Förster, die Stelle des stellvertretenden Leiters im Nationalpark Hainich. Der jüngere Sohn von Wilhelm Biehl, Hubertus, sorgte als Forstamtsleiter weiterhin für die Plenterwaldbewirtschaftung im Hainich, ebenso sein Sohn Andreas, der zurzeit Revierförster in Langula ist und somit die Förstertradition der Familie Biehl fortsetzt. Wilhelm Biehl verstarb im Wald. Am Todesort westlich von Langula wurde später zur Erinnerung ein Stein gesetzt.

### Entwicklung der Verkehrswege

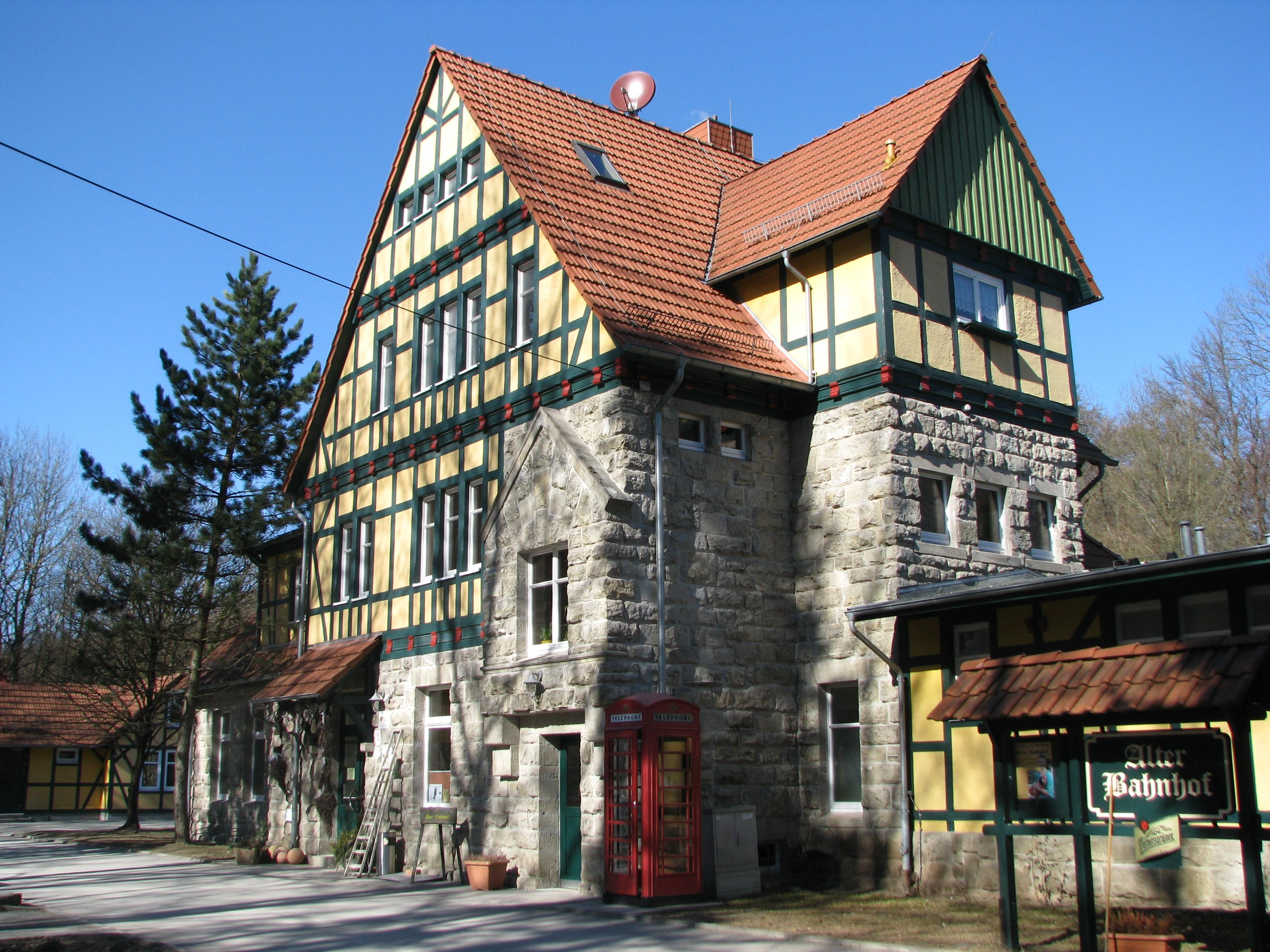
Alter Bahnhof von Heyerode im Hainich

Für Fernhandelswege in West-Ost-Richtung war der Hainich ein Hindernis, insbesondere wegen seines steilen Südwestabfalls. Der Aufbau von Passstraßen war nur dort möglich, wo Täler in den Kamm des Höhenzuges weit eingriffen und für flachere Gefälle bzw. Steigungen sorgten. So entstand am Nordrand der sogenannte Hessenweg, der Anfang des 19. Jahrhunderts zur Chaussée und später zur Reichs- bzw. Bundesstraße 249 ausgebaut wurde. Über den Hessenweg wurde der Mühlhäuser Fernhandel abgewickelt. Die Fracht wurde für den Weitertransport in Wanfried auf Schiffe umgeladen. Eine weitere Hainich-Querung verlief zwischen Langula und Nazza. Der alten Trasse folgt heute in etwa die Landstraße nach Eisenach. Die Hohe Straße im südlichen Hainich war der von Bad Langensalza ausgehende Fernhandelsweg nach Westen mit Ausspanne am Ihlefeld. Zielpunkt war Mihla, wo bis ins 17. Jahrhundert hinein Bad Langensalzaer Waren auf Flussschiffe umgeladen wurden. Der Eisenbahnbau erfolgte erst spät mit der Trassierung der 31,79 km langen Vogteier Bimmel durch das Langulaer Tal nach Heyerode und von dort weiter bis Treffurt. Die Bahn wurde am 1. Juli 1911 eingeweiht. Bahnbetrieb erfolgte bis 1969. Über die Vogteier Bimmel erfolgte auch der Abtransport von Holz. Umschlagstelle war der an der höchsten Stelle in Trassenmitte errichtete Heyeröder Bahnhof. Von der alten Trasse sind bis heute Teile des Bahndammes, Einkerbungen, Brücken, Viadukte und Bahnhofgebäude übrig geblieben. Darunter auch der 1998 restaurierte Alte Bahnhof von Heyerode. Auf der alten Bahntrasse verläuft heute der Unstrut-Werra-Radweg.

### Weitere Hainich-Geschichtsdaten
- 27. Januar 1080: Schlacht am Ostrand des Hainich bei Flarchheim zwischen den Heeren des deutschen Königs Heinrich IV. und des Gegenkönigs Rudolf von Schwaben. Die Schlacht entscheidet sich zu Gunsten Rudolfs von Schwaben.
- 1639: Plünderung und Brandschatzung des Hainichortes Craula während des Dreißigjährigen Krieges durch marodierende schwedische Truppen.
- 1. Juli 1911: Eröffnung der Bahnstrecke Mühlhausen–Treffurt, der sogenannten Vogteier Bimmel. Die Strecke quert im Langulaer Tal den Hainich und wurde bis 1968 betrieben.
- Winter 1929: Adam, eine der stärksten Rotbuchen, wird auf Seiten Lauterbachs in der Forstabteilung Schwan gefällt. Der Stammdurchmesser in Brusthöhe betrug etwa 160 cm.
- 30./31. März 1944: Ein Lancaster-Bomber der Royal Air Force wird am Hainichrand abgeschossen und stürzt im Kalkgrund bei Mihla ab. Die 8 Insassen, kanadische und australische Soldaten der 101. Squadron, 1. Group unter Officer D.J. Irving kommen dabei ums Leben. Reste der Maschine wurden erst 2007 ausgegraben und gesichert. Eine Gedenktafel markiert die Absturzstelle.

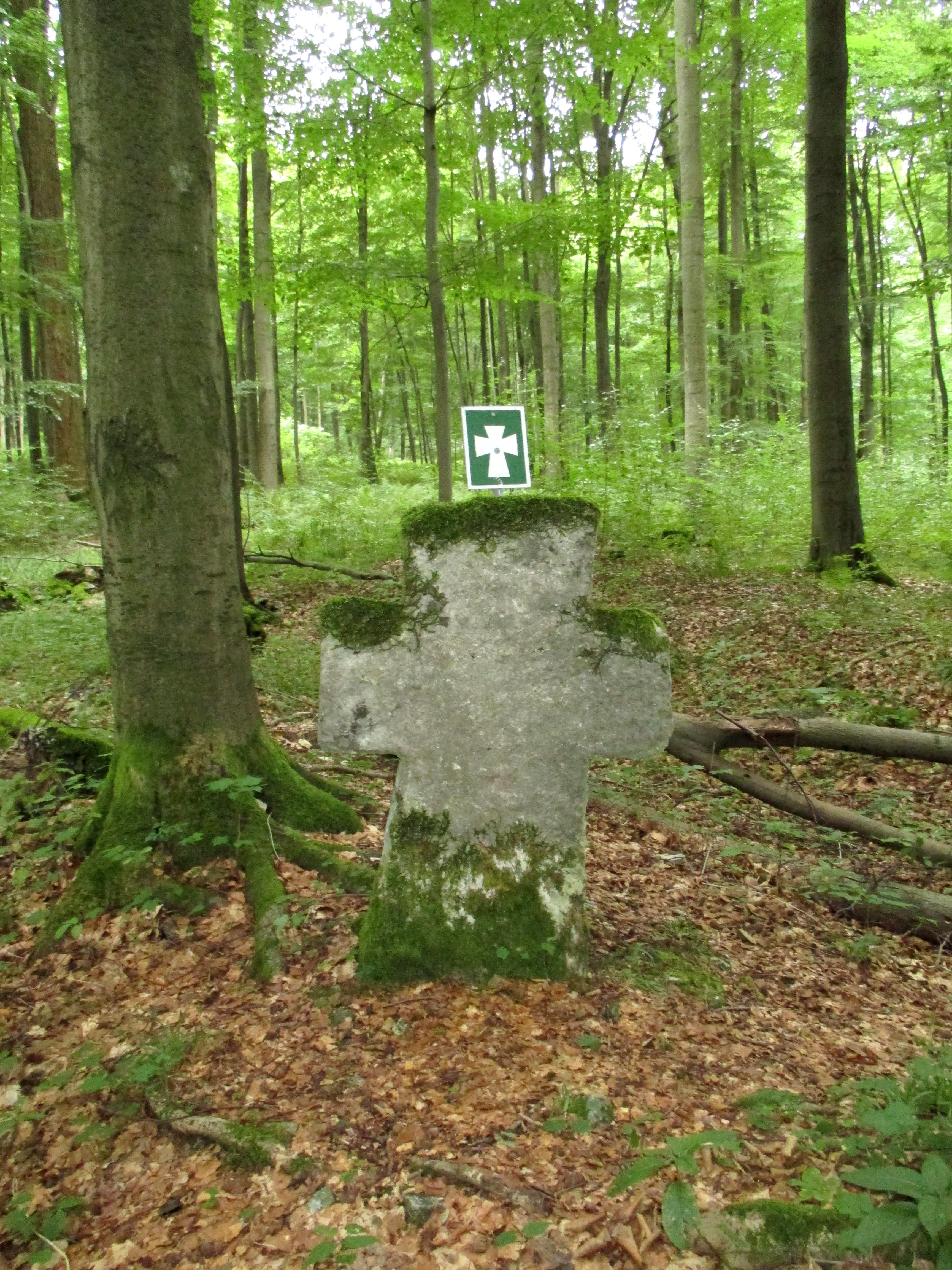
Magdkreuz bei Kammerforst, ein Sühnekreuz im Hainich

- 4. März 1949: Während der Berliner Luftbrücke führte ein Korridor über den Hainich. Hunderte Flugzeuge pro Tag überquerten ihn damals auf ihrem Flug von Frankfurt nach Berlin-Tempelhof. Am 4. März 1949 hatte eine Douglas C-54 Skymaster der U.S. Air Force über dem Hainich einen technischen Defekt und musste bei Großengottern auf einem Acker notlanden. Dabei kam der 1st LT. R. C. Stephens ums Leben. Zum Gedenken wurde nach Ausgrabungen von Flugzeugtrümmern im Jahr 2007 an der Absturzstelle ein Stein mit Inschrift errichtet.
- 31. Dezember 1997: Gründung des Nationalparks Hainich.
- 25. Juni 2011: Zentrale Bereiche des Nationalparks Hainich wurden während der 35. Tagung des Welterbe-Komitees in Paris zum Weltnaturerbe erklärt. Die Ernennung erfolgte zusammen mit den naturnahen Buchenwäldern in den Schutzgebieten Serrahn und Nationalpark Jasmund (beide Mecklenburg-Vorpommern), Grumsiner Forst (Brandenburg) und Nationalpark Kellerwald-Edersee (Hessen). Sie ergänzen die bereits 2007 zum Weltnaturerbe erklärten Buchen-Urwälder der Karpaten in der Ukraine und der Slowakei.[15]

### Weitere Geschichtszeugen
Zu den weiteren Geschichtszeugen zählen insbesondere die zahlreichen Steinkreuze, wie z. B. das Baumeisterkreuz im Behringer Holz, das Craulaer Kreuz bei Craula, das Ihlefelder Kreuz, das Magdkreuz westlich von Kammerforst, das Mülverstedter Kreuz, das Schüzekreuz am Reckenbühl, das Taternkreuz bei Langula. Um diese Kreuze ranken sich vielfach Geschichten und Sagen. Meist wurden sie aufgestellt, wo Menschen auf nicht geweihtem Boden ums Leben kamen. Oftmals handelt es sich dabei um Sühnekreuze. Zu den Geschichtszeugen zählen auch die Steinernen Tische an Orten niederer Gerichtsbarkeit und die Gedenksteine.

## Wirtschaft

### Forstwirtschaft

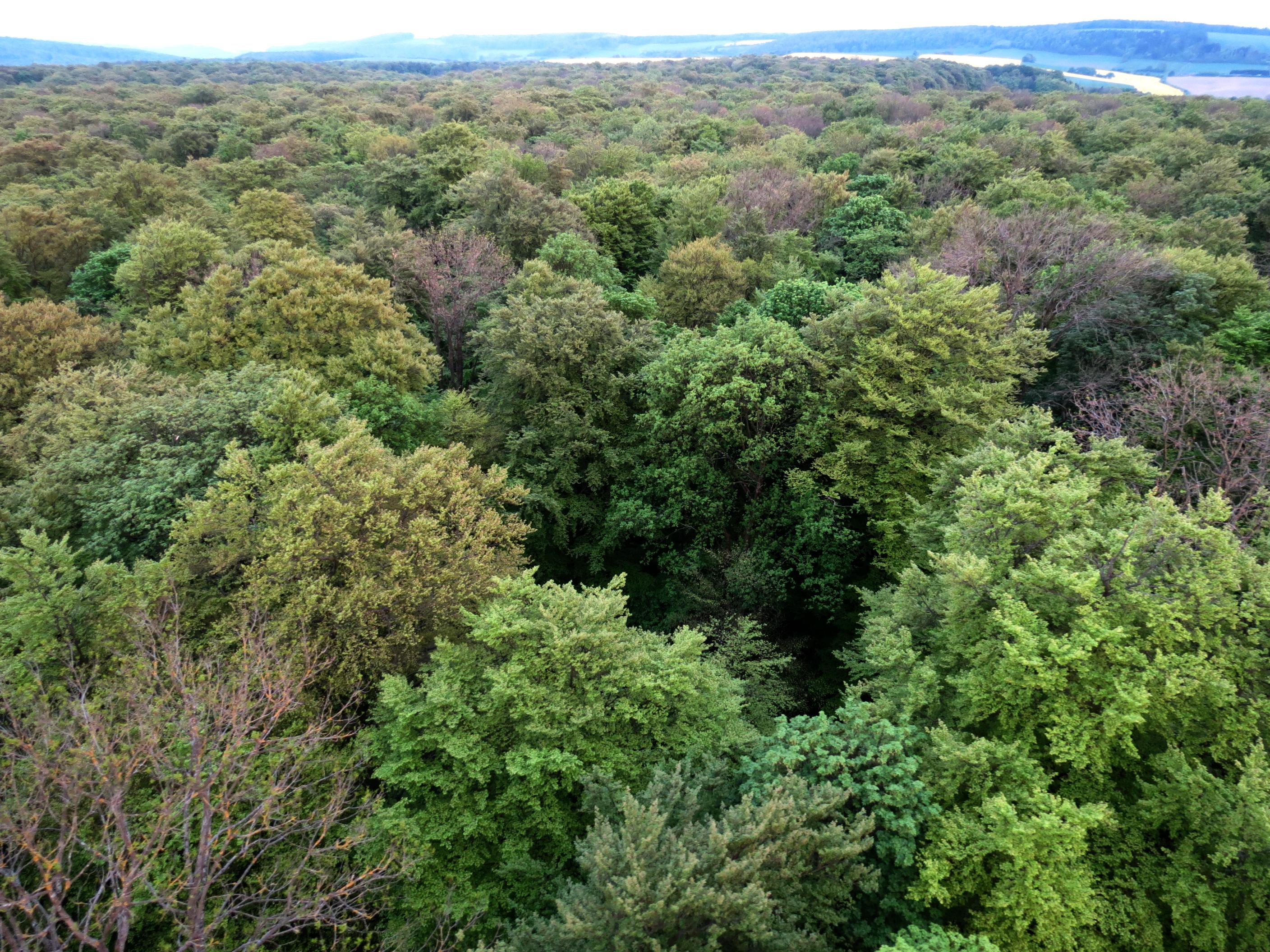
Die Buchenplenterwälder des Hainich, hier das Oberdorlaer Holz, stehen einzigartig in Mitteleuropa da

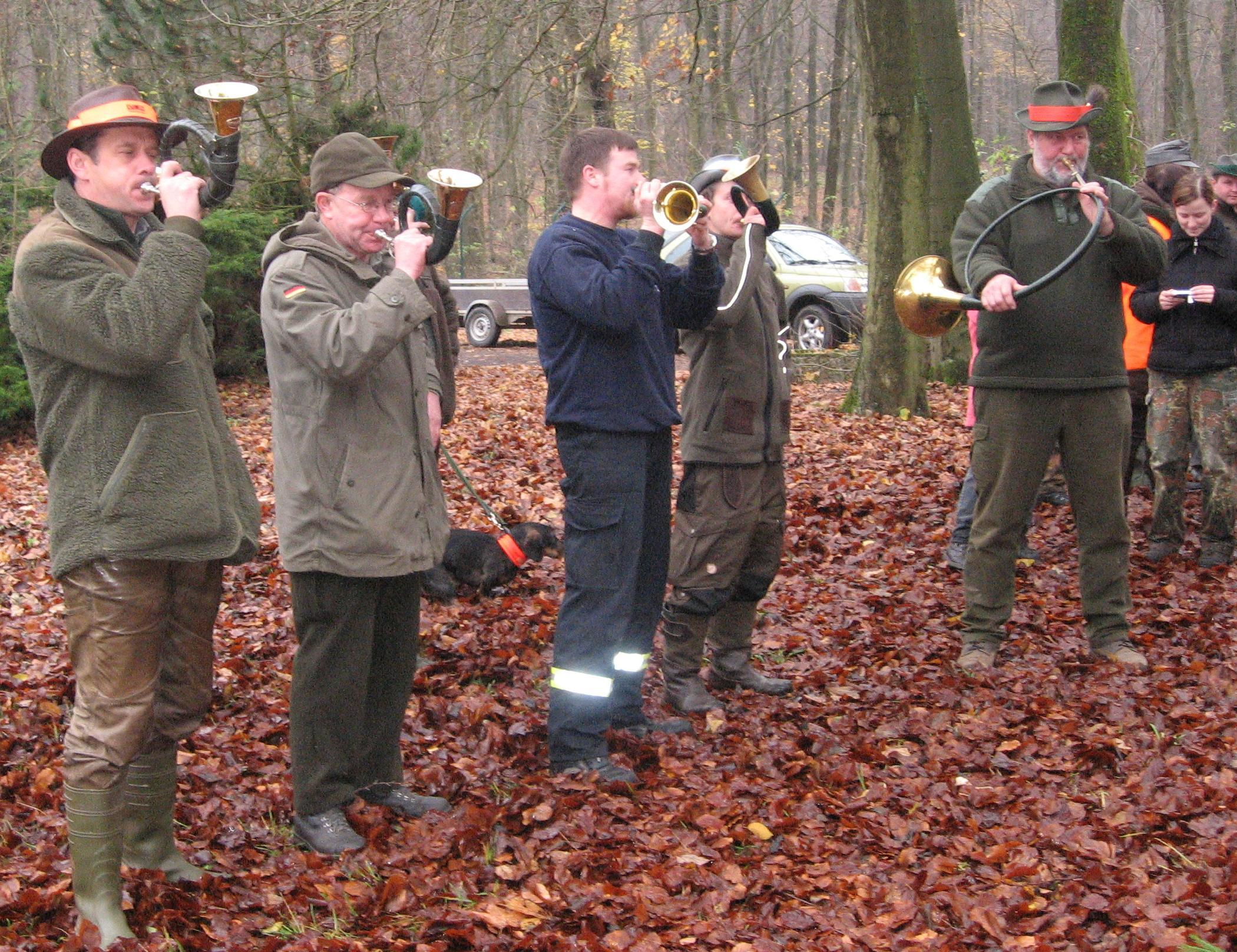
Bei der Hainichjagd werden auch jagdliche Traditionen gepflegt.

Im nördlichen und mittleren Hainich dominiert die Forstwirtschaft, die unter der Regie des Forstamtes Hainich-Werratal mit Sitz in Creuzburg erfolgt. Es überwiegt der Privatwald in der Sonderform des Genossenschaftswaldes im mittleren Hainich. Die Laubgenossenschaften haben sich traditionell der Buchen-Plenterwald-Bewirtschaftung verschrieben. Der Norden des Hainich ist Teil des größten Kommunalwaldes Thüringens, des Mühlhäuser Stadtwaldes. Mit der Unterschutzstellung als Naturwaldreservat hat man sich dort für eine plenterwaldartige Bewirtschaftung entschieden. Zur Förderung der Vermarktung rotkernigen Buchenholzes, das im Plenterwald erwirtschaftet wird, wurde das Buchenzentrum mit Sitz in Creuzburg gegründet. Speziell in den stadtnahen Waldungen nimmt der Erholungswald einen hohen Stellenwert ein.

### Jagd
Der Hainich ist in zahlreiche Jagdreviere von jeweils etwa 150 ha Fläche untergliedert, die von den Waldbesitzern meist verpachtet sind. Nach Vorgabe durch den Abschussplan wird in Einzeljagd von Ansitzen gejagt. Im November findet um den Hubertustag, dem Namenstag des Heiligen Hubertus, die Hainichjagd statt, eine der größt angelegten Gemeinschaftsjagden in Deutschland. In Absprache der Jagdpächter wird an einem Vormittag in Form einer Drückjagd und in etwa 50 Anstellgruppen zeitgleich fast das gesamte Waldgebiet des Hainich bejagt. Zum jagdbaren Wild im Hainich zählen v. a. Reh- und Schwarzwild, aber auch Damhirsch und Rothirsch, sowie die Beutegreifer Rotfuchs und Dachs. Die Jagd dient überwiegend dem Schutz der Naturverjüngung des Waldes vor Wildverbiss und damit forstlichen Zielen. Geschossen werden fast ausschließlich Frischlinge und Überläufer bei den Schweinen, Kitze und Schmalrehe beim Rehwild sowie schwache Tiere bei allen Wildarten. Beim Rehwild liegt die Abschussziffer in der Regel knapp unter der Bestandesdichte, die im Hainich auf acht bis zehn Stück pro 100 Hektar geschätzt wird.
Im Nationalpark Hainich erfolgt die Jagd im Rahmen des ökologischen Wildtier-Managements, sowie der Bekämpfung von Tierseuchen und über die kalte Jahreszeit verteilt in mehreren Streifgebieten. Ausgeschlossen von der Jagd im Nationalpark sind die Totalreservate, also insbesondere die Welterbefläche im Zentrum des Schutzgebietes. Randbereiche des Nationalparks sind auch verpachtet bzw. Eigenjagden der Stadt Bad Langensalza und von Thamsbrück. Im Nationalpark werden Schwarzwild, Damwild, bei starkem Verbiss in angrenzenden Forsten auch das Rotwild, und der Waschbär gejagt. Die Schonzeiten sind dort jedoch weiter gefasst und die Jagd in der Schutzzone II auf wenige Termine im Herbst beschränkt.
Insbesondere die Hainichjagd gilt auch der Pflege jagdlichen Brauchtums und dem Erfahrungsaustausch unter den Jägern. Sie wird bereits seit 1992 jährlich durchgeführt und entstand aus der ab den 1970er Jahren zu Zeiten der DDR im Hainich gebräuchlichen Gesellschaftsjagd.

### Tourismus

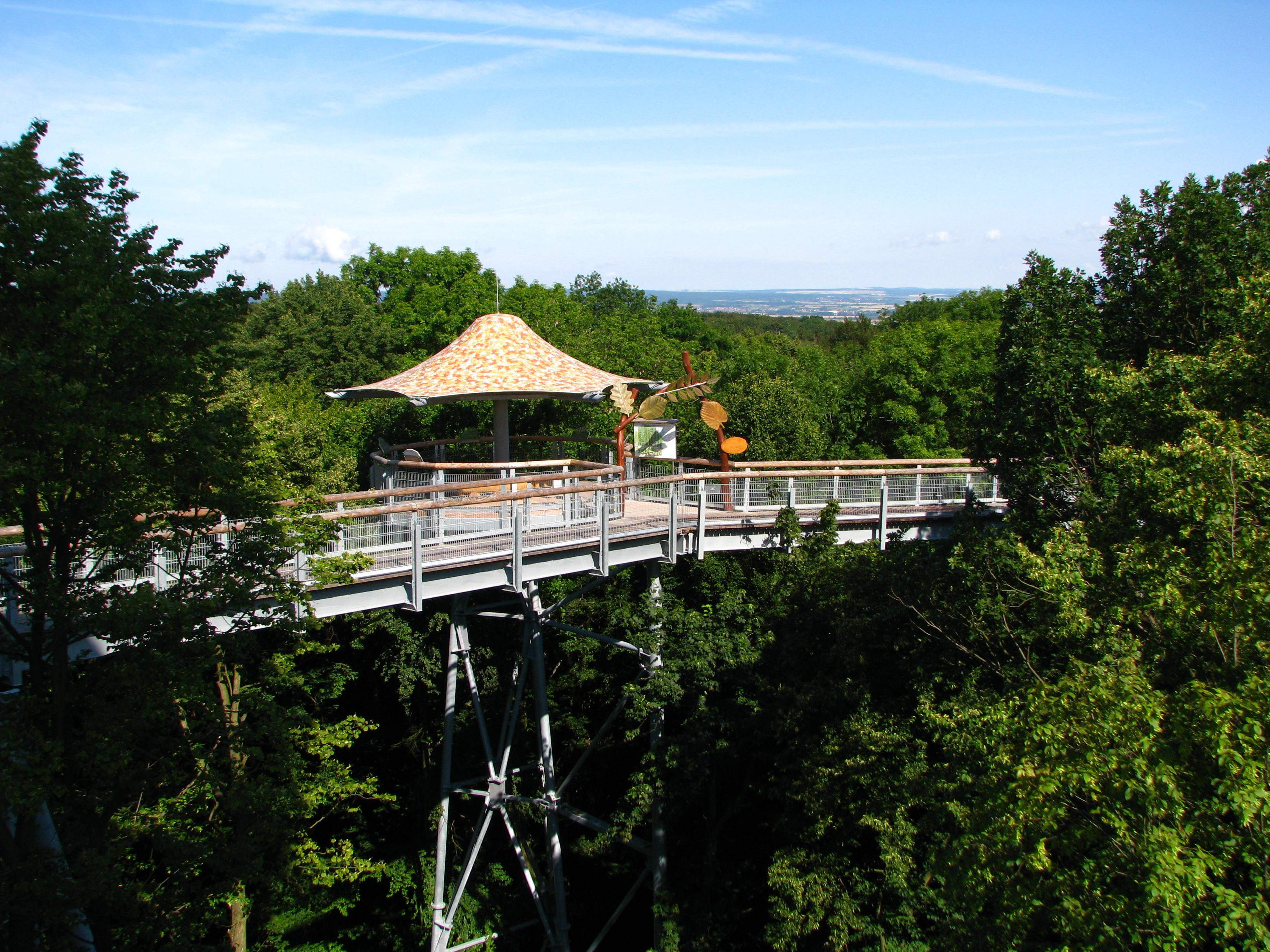
Der Baumkronenpfad an der Thiemsburg im Nationalpark Hainich, Umweltbildungseinrichtung und Forschungsplattform gleichermaßen

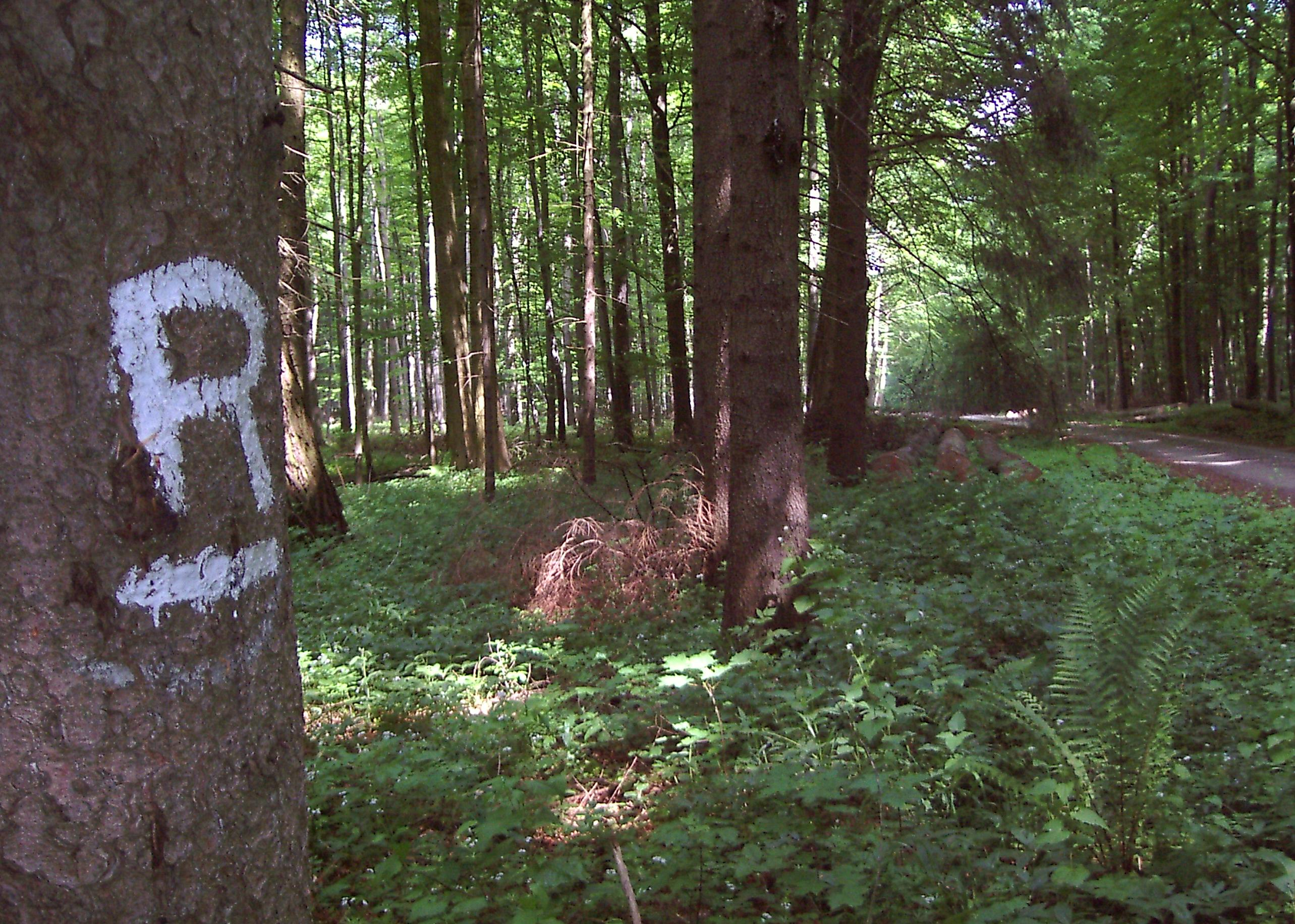
Der Rennstieg bei Eigenrieden und seine Markierung

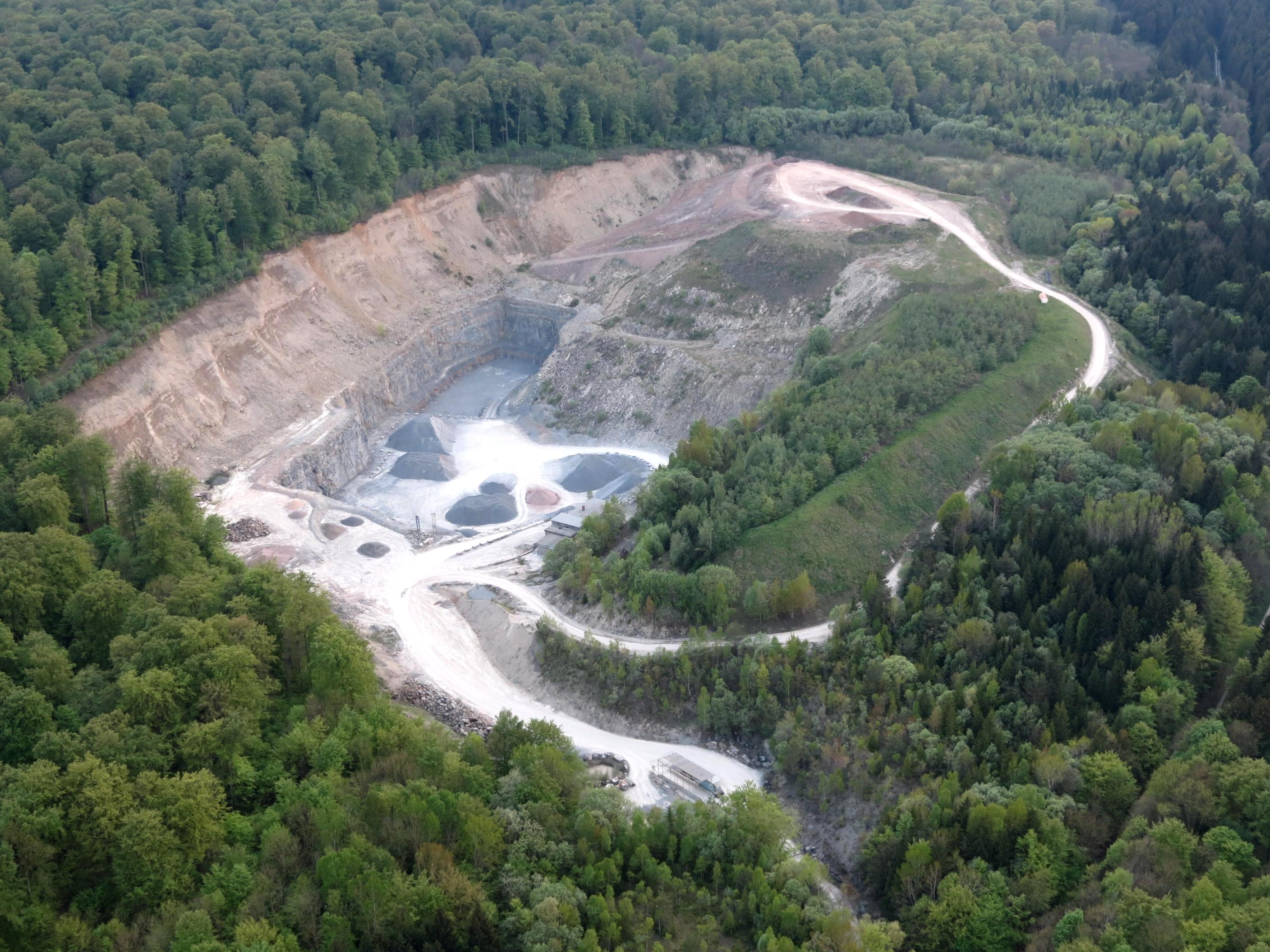
Muschelkalk-Steinbruch im Senkig im nördlichen Hainich

Der Hainich ist mit Wanderwegen gut ausgestattet und an das Fernwanderwegenetz angeschlossen. Über die Kammlagen führt der Traditionswanderweg Rennstieg entlang. Im Osten ist der Waagebalkenweg zwischen Mühlhausen und dem Harthhaus oberhalb von Bad Langensalza durchgängig wanderbar. Der Fahner Höhe-Hainich-Wanderweg beginnt ebenfalls in Mühlhausen, läuft aber weiter über die Fahner Höhen bis zur Thüringer Landeshauptstadt Erfurt. Im Nationalpark Hainich findet gemäß seinem Motto „Natur Natur sein lassen“ auf über 90 % der Fläche keine Nutzung mehr durch den Menschen statt. Dort befindet sich daher auch die größte nutzungsfreie Laubwaldfläche Deutschlands. Aus wirtschaftlicher Sicht steht die Entwicklung eines naturverträglichen Tourismus im Vordergrund. Als touristischer Schwerpunkt hat sich der Bereich um die Thiemsburg herausgebildet. Dort entstand der weltweit in seiner Art einzigartige Baumkronenpfad Hainich als die größte und besucherstärkste Umweltbildungseinrichtung des Freistaates Thüringen. An der Thiemsburg, einem ehemaligen Forsthaus und Forstbetriebshof, entstand 2008 auch das Nationalparkhaus. Im Nationalpark Hainich besteht ein Wander-, Rad- und Kutschwegekonzept. Die mittlerweile elf Wanderparkplätze sind Ausgangspunkte für die 15 Themenwanderwege, die seit Nationalparkgründung neu angelegt wurden. Darunter auch ein barrierefreier Wanderweg im Brunstal sowie ein Erlebniswanderweg bei Berka vor dem Hainich und ein Märchenpfad, der sogenannte Feenstieg, bei Weberstedt. Die Einrichtung des Nationalparks Hainich hat seit seiner Gründung zur Entwicklung des Tourismus in der Hainichregion geführt. Seit 2005 besuchen jährlich 300.000 Menschen allein den Nationalpark, 1,2 Millionen Besucher wurden bis Ende 2010 auf dem Baumkronenpfad gezählt. In Zusammenarbeit mit den Partnern des Nationalparkes entstanden neue Beherbergungs- und Bewirtschaftungsbetriebe in den Nationalparkgemeinden und ihrem Umland, darunter eine Jugendherberge mit Urwald-Life-Camp für Jugendliche auf dem Harsberg bei Lauterbach. Die Entwicklung der Hainichregion wurde weiter vorangetrieben durch die Bildung des Qualitätssiegels Hainichland-Gastgeber. Darunter sind Dienstleister im Tourismus der Region zusammengefasst, die sich zur Wahrung bestimmter Qualitätsstandards entschlossen haben, wie zum Beispiel einheitliche heimische Gerichte auf den Speisekarten der Partnerbetriebe und kompetente Informationen zum Naturpark Eichsfeld-Hainich-Werratal und dem darin eingebetteten Nationalpark Hainich. Ein weiteres Projekt hat der Tourismusverband zusammen mit Handwerksbetrieben ins Leben gerufen: Die Hainichland-Erlebniswelten erlauben den Besuchern der Region -durch Aktionen wie Schauschmieden, sowie Backen in einem alten Dorfbackhaus- das hautnahe Erleben alter Handwerkstraditionen in der Hainichregion.
Zu einem weiteren touristischen Anziehungspunkt im Hainich hat sich der ehemalige Bahnhof von Heyerode entwickelt. Ausflugsrestaurant, Ferienhäuser, Kinderspielplatz, Streichelzoo und verschiedene Feste haben dazu beigetragen. Er ist auch Austragungsort des alljährlich stattfindenden Heyeröder Bauernmarktes und Ausgangspunkt für Wanderungen und Spaziergänge in den angrenzenden, naturnahen Wäldern.
Hainichlandweg:
2012 wurde mit dem Hainichlandweg ein Wanderweg fertiggestellt, der auf einer Länge von 130 km die Natur- und Kulturlandschaft der Hainich-Werra-Region erlebbar machen soll. Die offizielle Freigabe durch die Chefin der Thüringer Staatskanzlei Marion Walsmann erfolgte am 13. Juli 2012. Der Weg führt in sieben Etappen von Weberstedt über Kammerforst, Struth, Heyerode, Probstei Zella, Mihla, Hütscheroda und nach Weberstedt zurück einmal um den Hainich herum. Er ist gekennzeichnet mit einem roten Punkt auf weißem Grund und dem Erkennungszeichen des Hainichlandes, dem mehrfarbigen Buchenblatt. Informationstafeln am Weg geben Einblicke in landschaftliche Besonderheiten.

### Bergbau
In einem Teil des Oberdorlaer Waldes, genannt der Senkig, werden in einem Steinbruch die Kalke des Oberen Muschelkalks gebrochen. Sie finden als Schottermaterial und Baustein Verwendung. Das Muschelkalkpflaster des Mühlhäuser Steinwegs, der Hauptgeschäftsstraße in der Mühlhäuser Innenstadt, sowie der Obermarkt, sind mit Muschelkalk aus dem Senkig gepflastert. Aufgelassene, also nicht mehr betriebene, kleinere Steinbrüche finden sich an mehreren Stellen im Hainich. Sie dienten meistens der Gewinnung von Kalkschottermaterialien für den forstlichen Wegebau.

### Landwirtschaft
Die Landwirtschaft spielt im Hainich eine untergeordnete Rolle. Nur die Flur der Höhengemeinde Craula wird noch landwirtschaftlich genutzt. Es dominiert dort Grünland. Die Ackerfluren und Schaftriften von Zimmern und Kammerforst gingen Anfang der 1960er Jahre in den Truppenübungsplatz Weberstedt ein. Die Offenhaltung der Schießbahnen wurde durch die Beweidung mit Schafen sichergestellt. Die Beweidung wurde seit Inkrafttreten des Nationalparkgesetzes auf ein Minimum reduziert. Weiteres Grünland und Äcker befinden sich noch in den südwestlichen Randlagen des Hainich, vor allem auf der Gemarkung der Verwaltungsgemeinschaft Mihla. Am Nordrand sind es die auf Eigenrieder Gemarkung im Bereich einer alten Waldrodung gelegenen Katalaunischen Felder, die intensiv ackerbaulich genutzt werden.
Die intensiv ackerbaulich genutzte und großparzellierte Agrarlandschaft grenzt insbesondere am Ostrand oft unmittelbar an die Ränder der geschlossenen, naturnahen Laubmischwälder des Hainich.

## Militärische Nutzung
Im südlichen Hainich und am nördlichen Hainichrand wurden insgesamt vier Truppenübungsplätze eingerichtet.
Die militärische Nutzung begann 1935 mit dem Aufbau des Truppenübungsplatzes auf dem Kindel durch die Wehrmacht. Der Übungsplatz ging nach dem Zweiten Weltkrieg an die Sowjetarmee über, wurde auf 2700 ha erweitert und bis 1991 für Panzerübungen genutzt, zuletzt von der Westgruppe der russischen Streitkräfte. Mit der Nutzung des Kindel durch die Sowjetarmee war auch die Rodung von etwa 600 ha Wald verbunden. Nach Abzug der Truppen war der gesamte Übungsplatz mit Munitionsresten und Blindgängern kontaminiert.
Für Teilbereiche gilt dies auch für den Truppenübungsplatz Weberstedt der Nationalen Volksarmee der DDR, der ab 1964/65 im nordöstlichen Anschluss an den Truppenübungsplatz Kindel eingerichtet wurde. Er diente bis 1993 (zuletzt der Bundeswehr) als Standortübungsplatz und der Erprobung verschiedener Waffensysteme. Er schloss insgesamt sechs verschieden dimensionierte Schießplätze mit ein, sowie ausgedehnte Sicherungsbereiche in den Wäldern des Hainich. Die ausbleibende forstliche Nutzung über Jahrzehnte führte schließlich zur Entwicklung der heutigen urwaldartigen Buchenmischwälder.
Weitere Truppenübungsplätze befanden sich am Dörnaer Platz bei Dörna am Nordrand des Hainich, sowie Senkelstedt bei Alterstedt. Im Bereich des Vorwerkes Oppershausen wurde 1973 ein Schießplatz für die Volkspolizei eingerichtet und bis 1992 genutzt.

## Forschung

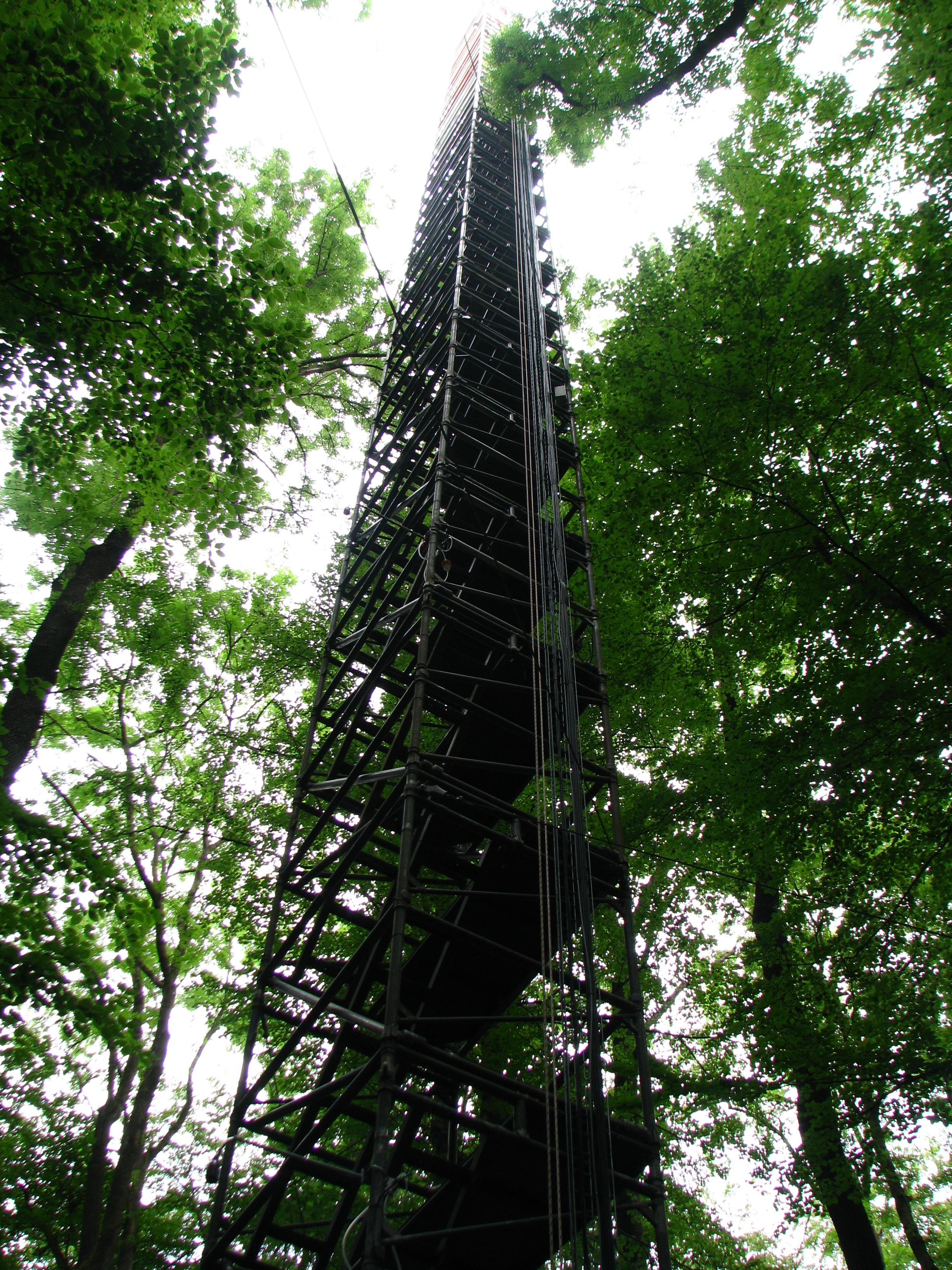
Klima-Messturm der Abt. Bioklimatologie der Universität Göttingen

Der Geologe Johann Georg Bornemann forschte im Hainich über die Stratigraphie des Muschelkalks. Seine Erkenntnisse ließ er 1886 in das Jahrbuch der preußischen geologischen Landesanstalt einfließen.
Umfangreiche regionalhistorische Studien betrieb der Bad Langensalzaer Pädagoge Hermann Gutbier (1842–1936) unter anderem auch im Hainich.
Zwischen 1945 und 1989 war der Hainich für Forscher weitgehend unzugänglich.
Zwischen 1990 und 2000 wurde von verschiedenen Bearbeitern die flächendeckende floristische Arterfassung im Hainich durchgeführt. Die Arterfassung erfolgte im Rahmen der von der Thüringischen Botanischen Gesellschaft in Zusammenarbeit mit der Thüringer Landesanstalt für Umwelt und Geologie durchgeführten Erfassung der Farn- und Gefäßpflanzen in Thüringen.
Zwischen 1997 und 1999 erfolgte unter Federführung der Thüringer Landesanstalten für Umwelt und Geologie bzw. Wald, Jagd und Fischerei die Waldbiotopkartierung und damit die ökologische Bestandsaufnahme des Hainich.
Umfangreiche Forschungsarbeiten ermöglichte die Einrichtung des Nationalparks Hainich Ende 1997. Seither wurde im Nationalparkgebiet eine intensive Erfassung der Pflanzen- und Tierarten durchgeführt, aber auch ökosystematische Forschung betrieben. So hat das Max-Planck-Institutes für Biogeochemie in Jena eine Klima-Messstation im Hainich aufgebaut, die seit Sommer 2010 von der Abt. Bioklimatologie der Georg-August-Universität Göttingen betrieben wird. Diese Klima-Messstation ist weltweiten Stationsnetzen, wie FLUXNET und ICOS zur Erforschung des Kohlenstoff-Haushalts angeschlossen.
Außerdem befindet sich im südlichen Hainich eine Hauptmessstation der Landesanstalt für Wald, Jagd und Fischerei, die den Einfluss von Luftschadstoffen auf den Wald misst. Ein Netz von Kontrollstichpunkten ermöglicht Langzeituntersuchungen, wie Verschiebungen im Pflanzenartenspektrum, aber auch tierökologische Langzeitstudien. Wildbiologische Untersuchungen liegen beispielsweise für die Wildkatze vor. Zum Nachweis großer Wildtiere wurden von der Nationalparkverwaltung Wildkameras installiert, die regelmäßig ausgewertet werden.
Seit 2002 wird im Nationalpark Hainich ein Vogelmonitoring durchgeführt. Zu diesem Zweck werden Vögel von Ornithologen auch mit Stellnetzen gefangen und beringt. Des Weiteren betreibt die Universität Freiburg Untersuchungen zur Walddynamik im Nationalpark Hainich und die Universität Göttingen zur Ökologie von Mischwäldern.
Im Aufbau ist seit 2007 das Biodiversitäts-Exploratorium Hainich-Dün, das ökologische Daten für den gesamten Hainich erbringen wird.
Eine wichtige Forschungseinrichtung ist auch der Baumkronen-Erlebnispfad an der Thiemsburg. Er ermöglichte speziell einer Gruppe von Insektenforschern die genauere Erforschung des Baumwipfelbereichs. Er ist die einzige dauerhafte Forschungsplattform für Untersuchungen der Baumkronen in naturnahen Wäldern in Mitteleuropa.
Seit 2016 erzielt ein Forschungsprojekt des Nationalparks Hainich neue Informationen zum Wildschwein. Dazu wurde im Nationalpark Hainich ein System von Wildkameras angelegt. Außerdem wurden Wildschweine für diesen Zweck lebend eingefangen und mit Sendern versehen.

## Naturschutz

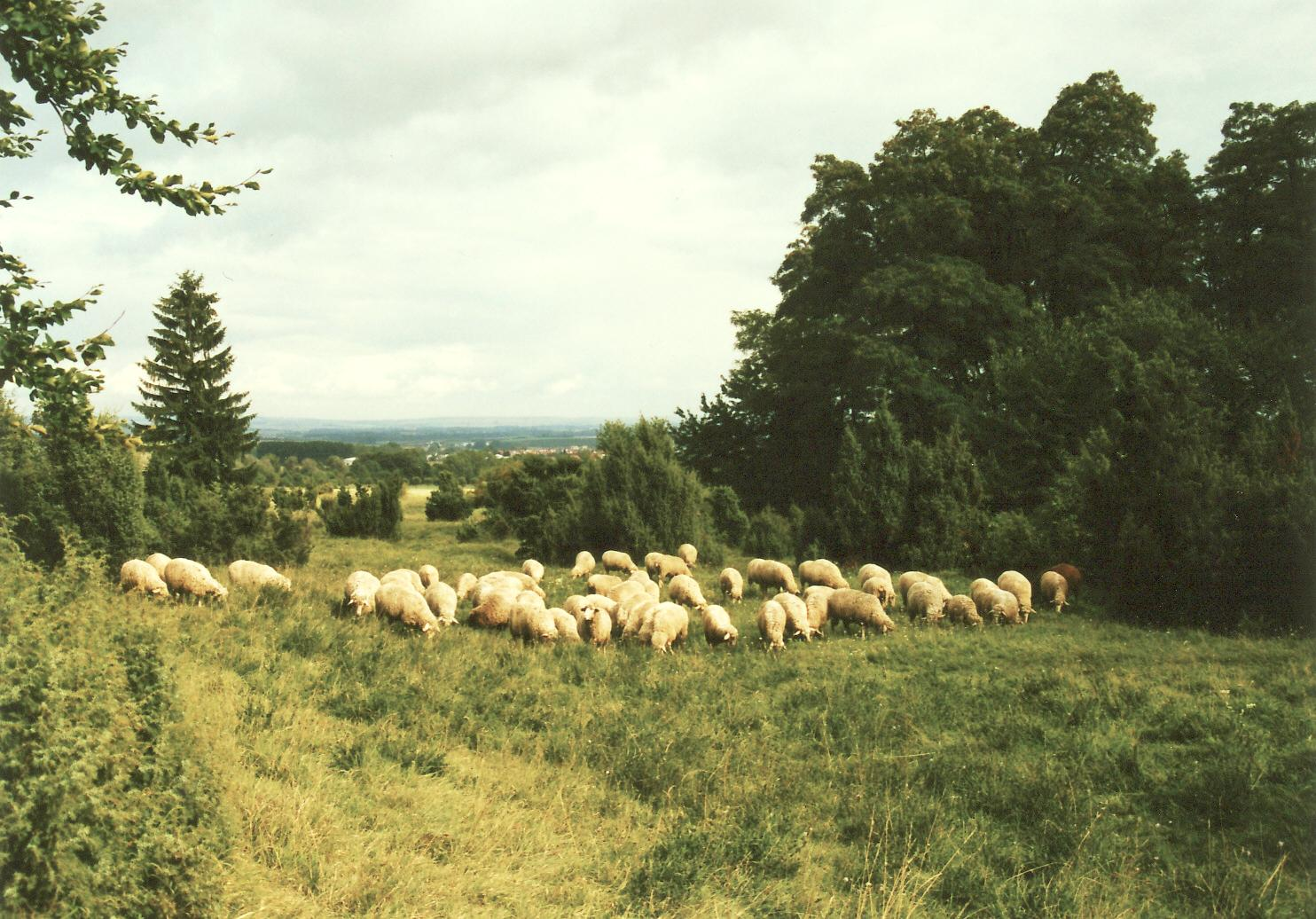
Flächennaturdenkmal Wacholdertrift bei Oberdorla, eine beweidete Wacholderheide

Der Hainich gehört in seiner ganzen Fläche dem im Einigungsvertrag sichergestellten Naturpark Eichsfeld-Hainich-Werratal an. Fast der gesamte Hainich ist auch als EG-Vogelschutzgebiet unter Schutz gestellt. Der Süden des Hainich ist seit dem 31. Dezember 1997 als Nationalpark geschützt. Dort hat der Prozessschutz Vorrang. Daher befindet sich mit etwa 5500 ha dort auch die größte nutzungsfreie Waldfläche Deutschlands. Der Nordteil ist, ebenfalls seit Ende 1997, Naturwaldreservat. Besonders wurden 1570 ha naturnahe Buchenwälder im Nationalpark Hainich zusammen mit naturnahen Buchenwäldern in vier weiteren deutschen Nationalparken im Februar 2007 für die Aufnahme in die Liste des Weltnaturerbes der UNESCO vorgeschlagen. Dieses Gebiet zählt nach seiner Anerkennung durch das Welterbekomitee am 25. Juni 2011 zu den 36 Welterbestätten in Deutschland. Sein universeller Wert besteht v. a. in seiner Beispielhaftigkeit für natürliche Prozesse. Die Buchenwälder auf Kalk wurden von der Weltnaturschutzorganisation IUCN als weltweit einzigartig gewürdigt. Deutschland steht seither in der besonderen Verantwortung zu ihrem Schutz. Die Fläche entspricht 20 % des Nationalparks Hainich und etwa 10 % des Hainich selbst. Als Flächennaturdenkmal geschützt ist eine Wacholderheide westlich von Oberdorla. Sie wird zu ihrem Erhalt weiterhin mit Schafen beweidet.

## Der Hainich als Marke
Der Begriff Hainich ist nicht geschützt, wird aber vielfach bereits als Marke verwendet. Er ist namengebend für:
- ein Fachkrankenhaus für Neurologie und Psychiatrie in Mühlhausen-Pfafferode (Ökumenisches Hainich Klinikum),
- eine Gemeinde im Wartburgkreis (Hörselberg-Hainich) und eine Gemeinde im Unstrut-Hainich-Kreis (Unstrut-Hainich)
- einen Landkreis in Thüringen (Unstrut-Hainich-Kreis),
- den 13. Nationalpark in Deutschland (Nationalpark Hainich),
- einen Naturpark in Deutschland (Naturpark Eichsfeld-Hainich-Werratal),
- die Hubertusjagd im Hainich (Hainichjagd), sie gehört zu den größt angelegten Gemeinschaftsjagden in Deutschland;
- die Betreiberfirma des Wildkatzengeheges in Hütscheroda (Wildtierland Hainich gGmbH)
- eine frühere Biermarke aus Großengottern (Hainich Export),
- zwei Sportvereine (SV Hainich Heyerode 1924 e. V. und SV Hainich Berka V. D. H.),
- eine Illustrierte aus der Thüringer Nationalparkregion (Hainichzeitung),
- einen im August 2011 erschienenen Kettenkrimi (Tod im Hainich von Katrin Ulbrich, Uwe Schimunek und Michael Fiegle),
- ein erlebnispädagogischer Kletterpfad bei Kammerforst (Kletterwald Hainich)
- Hainichstraßen gibt es in den Hainichdörfern Flarchheim, Kammerforst, Langula und Weberstedt
- die Parkplätze Hainich-Nord und Hainich-Süd an der Bundesautobahn 4 bei Wenigenlupnitz. Diese Parkplätze dienen auch der Information über den Nationalpark Hainich.
- Hainichhöfe, eine Ferienhaussiedlung am Hainichrand bei Mülverstedt